# Uruguai
Uruguai (em castelhano: Uruguay, pronunciado: [uɾuˈɣwaj]), oficialmente República Oriental do Uruguai (em castelhano:  República Oriental del Uruguay, pronunciado: [reˈpuβlika oɾjenˈtal del uɾuˈɣwai]), é um país localizado na parte sudeste da América do Sul. Sua população é de cerca de 3,5 milhões de habitantes, dos quais 1,8 milhão vivem na capital, Montevidéu, e em sua área metropolitana. Estima-se que entre 88% e 94% da população possua ascendência principalmente europeia ou castiça. A única fronteira terrestre do Uruguai é com o estado brasileiro do Rio Grande do Sul, no norte, sendo a segunda menor fronteira do Brasil com outro país sul-americano. Para o oeste encontra-se o rio Uruguai e a sudoeste situa-se o estuário do rio da Prata. O país faz fronteira com a Argentina apenas em alguns bancos de qualquer um dos rios citados acima, enquanto a sudeste fica o oceano Atlântico. O Uruguai é o segundo menor país da América do Sul, sendo somente maior que o Suriname.
A Colônia do Sacramento, o mais antigo assentamento europeu no Uruguai, foi fundada pelos portugueses em janeiro de 1680. Em 1777, com o Tratado de Santo Ildefonso, a colônia tornou-se uma possessão espanhola. A cidade de Montevidéu foi fundada pelos espanhóis no século XVIII como uma fortaleza militar. O Uruguai conquistou sua independência do Império do Brasil entre 1810 e 1828, após guerras que envolveram Espanha, Portugal, Argentina, além do próprio Brasil. Atualmente, o país é uma democracia constitucional, onde o presidente cumpre o papel de chefe de Estado e chefe de governo. Segundo a Transparência Internacional, o Uruguai é classificado como o país menos corrupto da América Latina (seguido pelo Chile em segundo).
O Uruguai é um dos países economicamente mais desenvolvidos da América do Sul, com um dos maiores PIB per capita, em 48.º lugar no índice de qualidade de vida (2011) e no 1.º em qualidade de vida/desenvolvimento humano na América Latina, quando a desigualdade é considerada. Foi o país latino-americano melhor classificado no Índice de Prosperidade Legatum. Durante a crise financeira de 2008–2009, o país foi o único do continente americano que não passou por uma recessão econômica técnica (dois trimestres consecutivos de retração). O Uruguai é reembolsado pela Organização das Nações Unidas pela maioria dos seus gastos militares, visto que a maior parte desses gastos é implantada nas forças de paz da ONU.
O país é conhecido por ser pioneiro em medidas relacionadas com direitos civis e democratização da sociedade. Em 1907, foi o primeiro país a legalizar o divórcio e, em 1932, o segundo país da América a conceder às mulheres o direito ao voto. Em 2007, foi o primeiro país sul-americano a legalizar uniões civis entre pessoas do mesmo sexo e a permitir a adoção homoparental. Em 2013, o país se tornou a segunda nação sul-americana a aprovar o casamento entre pessoas do mesmo sexo e o primeiro do mundo a legalizar o cultivo, a venda e o consumo de cannabis, o que levou a revista britânica The Economist a classificar o Uruguai como o país do ano de 2013, pela promoção de "reformas inovadoras que não se limitam apenas a melhorar um país, mas que, se imitadas, poderiam beneficiar o mundo". A Reader's Digest também classificou o Uruguai como o nono país "mais habitável e verde" do mundo e o primeiro na América.
O Uruguai é um exemplo de Estado laico no continente americano, sendo o país mais laico das Américas. Também é a única democracia plena da América do Sul, segundo classificação do Índice de Democracia de 2024.

## Etimologia
La República Oriental del Uruguay originalmente significa a república a leste do [rio] Uruguai e é geralmente traduzida em português como República Oriental do Uruguai, enquanto o governo normalmente utiliza apenas Uruguay para se referir ao país. A etimologia do nome do rio homônimo, que vem da língua guarani, é incerta, mas o significado oficial é "rio dos pássaros pintados".

## História

### Colonização

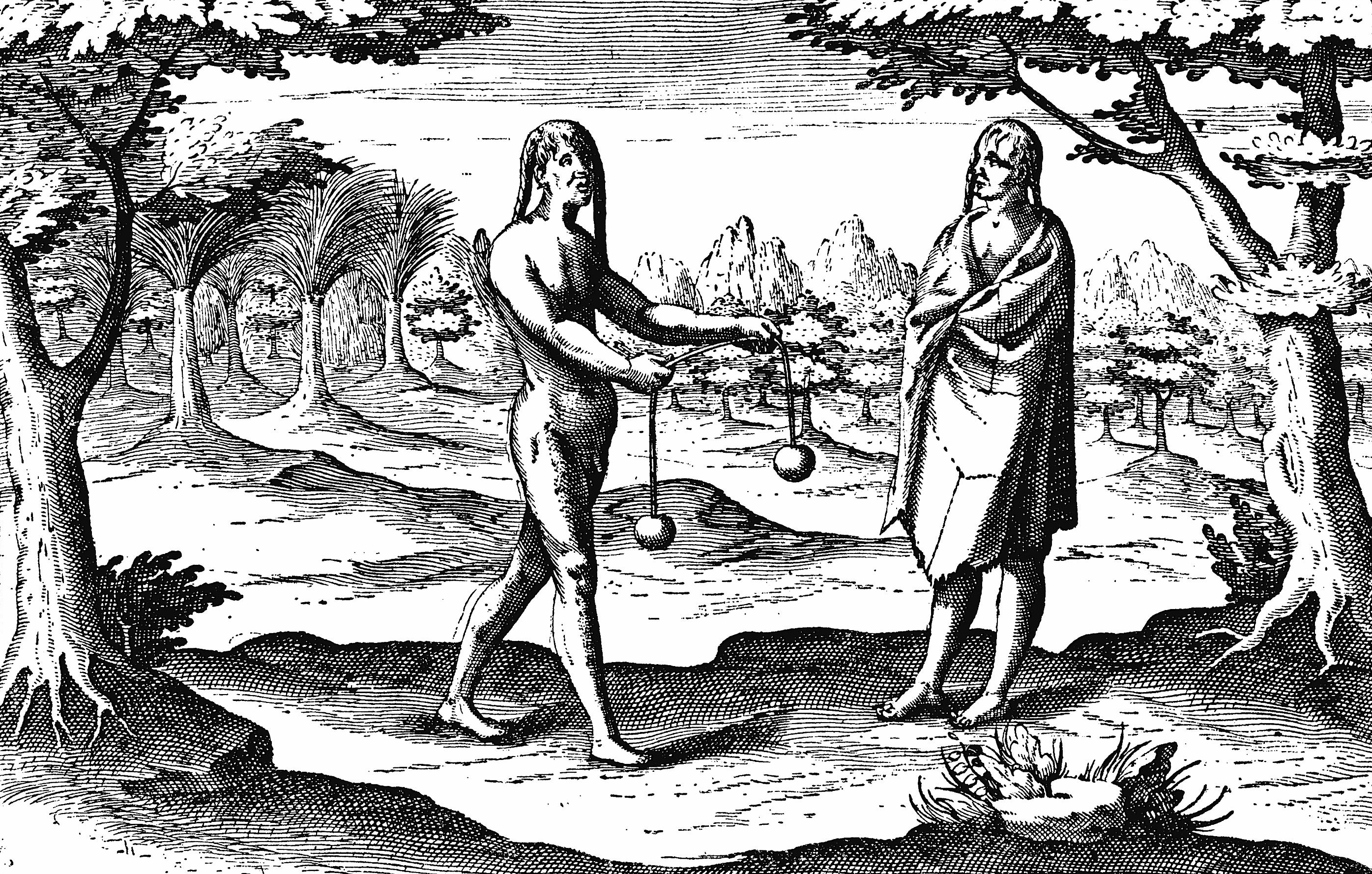
Nativos da região do rio da Prata

Os portugueses foram os primeiros europeus a entrar na região que corresponde atualmente ao Uruguai em 1512. Os espanhóis chegaram no atual Uruguai em 1516. A feroz resistência dos nativos, combinada com a ausência de ouro e prata, limitaram a colonização da região durante os séculos XVI e XVII. O Uruguai tornou-se então uma zona de discórdia entre os impérios Espanhol e Português. Em 1603, os espanhóis começaram a introduzir o gado, que se tornou uma fonte de riqueza na região. O primeiro assentamento espanhol permanente foi Villa Soriano, no rio Negro, fundado em 1624. Entre 1669 e 1671, os portugueses construíram uma fortaleza em Colônia do Sacramento. A colonização espanhola aumentou e a Espanha procurou limitar a expansão das fronteiras do Brasil por Portugal.
A cidade de Montevidéu foi fundada pelos espanhóis no início do século XVIII como uma fortaleza militar no país. O seu porto natural logo se transformou em uma área comercial que competia com Buenos Aires como a capital do rio da Prata. A história do início do século XIX do Uruguai foi moldada por lutas pelo domínio na região platina, entre forças coloniais britânicas, espanholas e portuguesas. Entre 1806 e 1807, o exército britânico tentou tomar Buenos Aires e Montevidéu como parte das Guerras Napoleônicas. Montevidéu foi ocupada por uma força britânica de fevereiro a setembro de 1807.

### Independência
Em 1811, José Gervasio Artigas, que se tornou o herói nacional do Uruguai, iniciou uma revolução bem-sucedida contra as autoridades espanholas, derrotando-as em 18 de maio, na Batalha de Las Piedras.

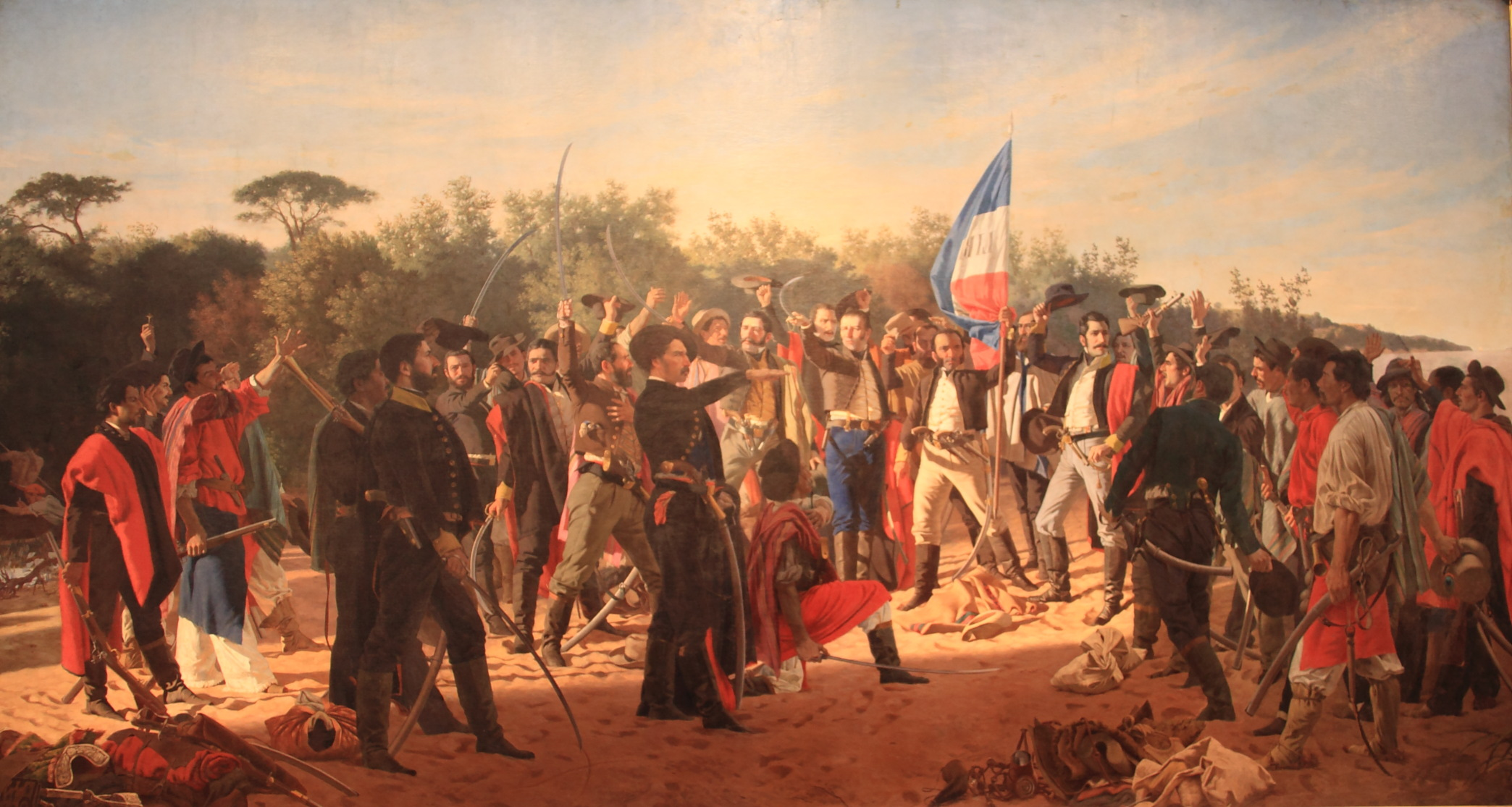
O juramento dos Trinta e Três Orientais

Em 1813, o novo governo de Buenos Aires convocou uma Assembleia Constituinte, onde Artigas emergiu como campeão do federalismo, exigindo autonomia política e econômica para cada área e para a Banda Oriental, em particular. No entanto, a assembleia se recusou a aceitar os delegados da Banda Oriental e Buenos Aires optou por um sistema baseado no centralismo unitário.
Como resultado, Artigas rompeu com Buenos Aires e Montevidéu foi sitiada a partir de 1815. Logo que as tropas de Buenos Aires se retiraram, a Banda Oriental nomeou seu primeiro governo autônomo. Artigas organizou uma Liga Federal sob sua proteção, que consistia em seis províncias, quatro das quais, mais tarde, se tornaram parte da Argentina.
Em 1816, uma força de 10 mil soldados portugueses invadiu a Banda Oriental vinda do Brasil e tomou Montevidéu em janeiro de 1817. Depois de quase quatro anos mais de luta, o Brasil Português anexou a Banda Oriental como província sob o nome de Cisplatina. O Império do Brasil tornou-se independente do domínio português em 1822. Em resposta à anexação, os Trinta e Três Orientais, liderados por Juan Antonio Lavalleja, declararam a independência uruguaia em 25 de agosto de 1825, com o apoio das Províncias Unidas do Rio da Prata (atual Argentina). Isto conduziu à Guerra da Cisplatina, que durou 500 dias. Nenhum dos lados venceu o conflito e, em 1828, o Tratado de Montevidéu, promovido pelo Reino Unido, deu origem ao Uruguai como Estado independente. A primeira constituição do país foi adotada em 18 de julho de 1830.

### Guerra civil
No momento da independência, o Uruguai tinha uma população estimada de pouco menos de 75 mil pessoas. A cena política uruguaia então tornou-se dividida entre dois partidos: os conservadores Blancos, liderados por Manuel Oribe e que representavam os interesses agrícolas do campo, e os liberais Colorados, liderados por Fructuoso Rivera e que representam os interesses comerciais de Montevidéu. Os partidos uruguaios se tornaram associados com facções políticas na vizinha Argentina.
O Colorados favoreceu os exilados e liberais Unitários argentinos, muitos dos quais se refugiaram em Montevidéu, visto que o presidente Manuel Oribe Blanco era um amigo próximo do governante argentino Manuel de Rosas. Em 15 de junho de 1838, um exército liderado pelo líder colorado Rivera derrubou o presidente, que fugiu para a Argentina. Rivera declarou guerra a Rosas em 1839. O conflito duraria 13 anos e tornou-se conhecido como a Guerra Grande.
Em 1843, o exército argentino invadiu o Uruguai em nome de Oribe, mas não conseguiu tomar a capital. O cerco de Montevidéu, que começou em fevereiro de 1843, duraria nove anos. Os uruguaios sitiados pediram ajuda a residentes estrangeiros, o que levou à formação de uma legião francesa e uma italiana, esta última liderada pelo exilado Giuseppe Garibaldi.
Em 1845, o Reino Unido e a França intervieram contra as forças de Rosas para restaurar os níveis normais de comércio na região. Seus esforços se mostraram ineficazes e por volta de 1849, cansados da guerra, ambos os países se retiraram depois de assinar um tratado favorável a Rosas. Quando parecia que Montevidéu finalmente iria cair, começou um levante contra Rosas, liderado pelo governador Justo José de Urquiza, da província argentina de Entre Ríos. A intervenção brasileira em maio de 1851, em nome dos Colorados, combinada com o levante, mudou a situação e Oribe foi derrotado. O cerco de Montevidéu acabou e a Guerra Grande finalmente chegou ao fim. Montevidéu recompensou o apoio do Brasil ao assinar tratados que confirmaram o direito do Brasil de intervir nos assuntos internos do Uruguai.

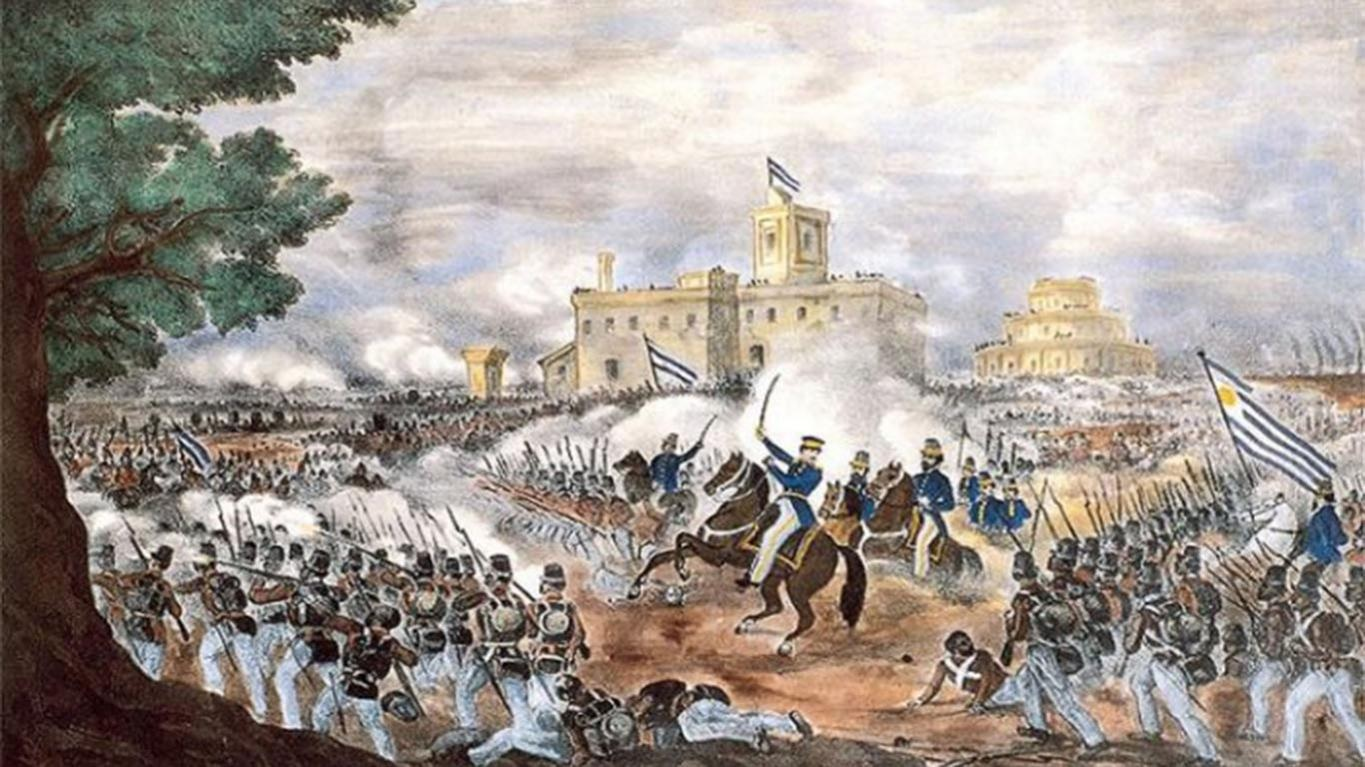
Representação da Batalha de Monte Caseros, em 1852

De acordo com os tratados de 1851, o Brasil interveio militarmente no Uruguai conforme o governo brasileiro considerou necessário. Em 1865, a Tríplice Aliança foi formada pelo imperador do Brasil, o presidente da Argentina e pelo general colorado Venâncio Flores, chefe de governo uruguaio a quem ambos os países ajudaram a ganhar poder. A Tríplice Aliança declarou guerra ao líder paraguaio Francisco Solano López e a consequente Guerra do Paraguai terminou com a invasão do Paraguai e sua derrota pelos exércitos dos três países. Montevidéu, que foi usada como uma estação de abastecimento da Marinha do Brasil, experimentou um período de prosperidade econômica e relativamente calma durante a guerra.
O governo constitucional do general Lorenzo Batlle y Grau (1868–1872) foi forçado a reprimir uma insurreição dirigida pelo Partido Nacional (Blancos). Após dois anos de conflito, um acordo de paz foi assinado em 1872, que deu aos Blancos uma participação nas funções de governo, por meio do controle de quatro dos departamentos do Uruguai. O estabelecimento de uma política de coparticipação representou a busca de uma nova fórmula de compromisso, com base na coexistência de um partido no poder e outro na oposição.
Entre 1875 e 1886, os militares se tornaram o centro de poder. Durante este período autoritário, o governo tomou medidas para a organização do país como um Estado moderno, incentivando a sua transformação econômica e social. Grupos de pressão (que consistiam principalmente de empresários, fazendeiros e industriais) foram organizados e tinham uma forte influência sobre o governo. Um período de transição (1886–1890) seguiu-se, durante o qual os políticos começaram a recuperar o terreno perdido e alguma participação civil no governo começou a acontecer.
Após a Guerra Grande, houve um aumento acentuado no número de imigrantes, principalmente da Itália e da Espanha. Em 1879, a população total do país era de mais de 438 mil habitantes. A economia apresentou um salto, sobretudo na pecuária e nas exportações. Montevidéu se tornou um importante centro econômico e um entreposto para produtos da Argentina, Brasil e Paraguai.

### Século XX

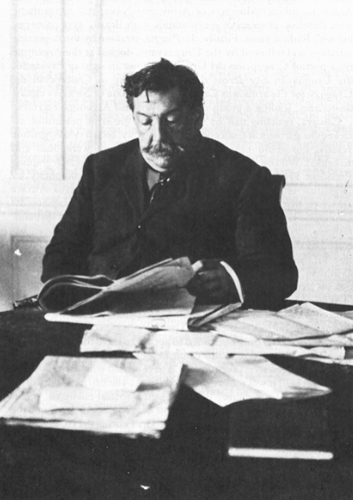
José Batlle y Ordóñez (1856–1929)

O líder colorado José Batlle y Ordóñez foi eleito presidente em 1903. No ano seguinte, os Blancos lideraram uma revolta rural e oito meses de combates sangrentos se seguiram antes de seu líder, Aparício Saraiva, ser morto em batalha. As forças do governo saíram vitoriosas, levando até o fim da política de coparticipação que tinha começado em 1872. Batlle governou por dois mandatos (1903–1907 e 1911–1915), durante os quais, aproveitando a estabilidade e a crescente prosperidade econômica do país, instituiu reformas importantes, como um programa de bem-estar social, a participação do governo em muitas facetas da economia e a formação de um executivo plural.
Gabriel Terra tornou-se presidente em março de 1931. Sua posse coincidiu com os efeitos da Grande Depressão e o clima social tornou-se tenso, como resultado do desemprego. Houve confrontos em que policiais e esquerdistas morreram. Em 1933, Terra organizou um golpe de Estado, dissolveu a Assembleia Geral e passou a governar por decreto. Uma nova constituição foi promulgada em 1934, com a transferência dos poderes ao presidente. Em geral, o governo Terra enfraqueceu ou neutralizou o nacionalismo econômico e as reformas sociais.
Em 1938, eleições gerais foram realizadas e o cunhado de Terra, o general Alfredo Baldomir, foi eleito presidente. Sob pressão dos sindicatos e do Partido Nacional, Baldomir defendeu eleições livres, liberdade de imprensa e a criação de uma nova Constituição. Embora Baldomir tenha declarado o Uruguai neutro em 1939, durante a Segunda Guerra Mundial navios de guerra britânicos e o cruzador pesado alemão Admiral Graf Spee travaram uma batalha não muito longe da costa uruguaia. O comandante alemão Hans Langsdorff se refugiou em Montevidéu, alegando que a cidade era um porto neutro, mas mais tarde foi extraditado. Em 1945, o Uruguai abandonou sua política de neutralidade e assinou a Carta das Nações Unidas.

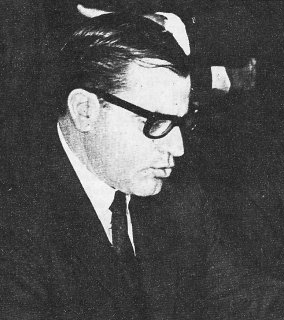
Eleito democraticamente em 1971, Bordaberry dissolveu o parlamento em 1973, instituindo uma ditadura civil-militar

No final dos anos 1950, em parte por causa de uma queda na demanda mundial por produtos agrícolas, os uruguaios sofreram uma forte queda em seu padrão de vida, o que levou à militância estudantil e a problemas trabalhistas. Um movimento de guerrilha urbana conhecido como Tupamaros surgiu e engajou-se em diversas atividades, como assaltos a bancos e a distribuição desses recursos para os pobres, além de tentar o diálogo político. À medida que o governo proibiu as suas atividades políticas e a polícia tornou-se mais opressiva, os Tupamaros começaram a promover uma luta armada declarada.
Até a década de 1960, o Uruguai era conhecido por ter um perfil de país desenvolvido, com altos índices sociais e estabilidade política. Após a década de 1970, a escassez de recursos minerais e energéticos, a carência de tecnologia e a queda do preço da lã e da carne no mercado internacional contribuíram para a desestabilização econômica no Uruguai. O presidente Jorge Pacheco declarou estado de emergência em 1968, seguido de uma suspensão das liberdades civis em 1972. Em abril de 1970, uma comissão parlamentar denuncia a intensificação da tortura no Uruguai,  cujo relatório da comissão especial de inquérito do Senado é publicado pelo semanário uruguaio Marcha. As variadas práticas de tortura incluem: agressões verbais e físicas, privação de água e alimentos, impedimento de utilizar instalações sanitárias, detenção em instalações com excrementos humanos, posição de pé prolongada (estátua), choques elétricos nos calcanhares e genitais, queimaduras de cigarros, tortura psicológica incluindo ameaças de violação a mulheres. Os torturados incluíam grávidas. As provas foram corroboradas por médicos, advogados de defesa e médicos legistas.
Em 1973, em meio à crescente crise econômica e política, as forças armadas dissolveram o Congresso e estabeleceram um regime civil-militar. A ditadura militar dissolveu partidos políticos, suspendeu a Constituição e prendeu milhares de pessoas. O Uruguai é até considerado pela Anistia Internacional como o país com a maior proporção de presos políticos do mundo. A mídia é censurada ou proibida, o movimento sindical é destruído e toneladas de livros são queimados após a proibição das obras de alguns escritores. As pessoas registradas como oponentes do regime são excluídas do serviço público e da educação.
Participando da operação Condor desde antes de sua criação oficial em 1975, os esquadrões da morte perseguiram opositores, inclusive fora do país (notadamente na Argentina, onde os parlamentares Michelini e Héctor Gutiérrez Ruiz foram assassinados em maio de 1976, além de dois ex-Tupamaros e um comunista). A economia foi fortemente liberalizada pelo regime militar, mas as promessas de melhorias econômicas não foram cumpridas. O Ministro da Economia e Finanças, Alejandro Végh Villegas, promove o setor financeiro e os investimentos estrangeiros. Os gastos sociais são reduzidos e muitas empresas estatais são privatizadas. No entanto, a economia não melhorou e se deteriorou após 1980, o PIB caiu 20% e o desemprego subiu para 17%. O Estado intervém tentando socorrer empresas e bancos falidos. O fracasso do regime em melhorar a economia enfraqueceu sua posição.

### Retorno à democracia
Uma nova constituição, elaborada pelos militares, foi rejeitada em referendo em novembro de 1980. Após o referendo, as forças armadas anunciaram um plano de retorno ao regime civil e eleições nacionais foram realizadas em 1984. Julio María Sanguinetti, líder do Partido Colorado, conquistou a presidência e governou entre 1985 e 1990. A primeira administração Sanguinetti implementou reformas econômicas e a democracia foi consolidada após anos sob o regime militar.

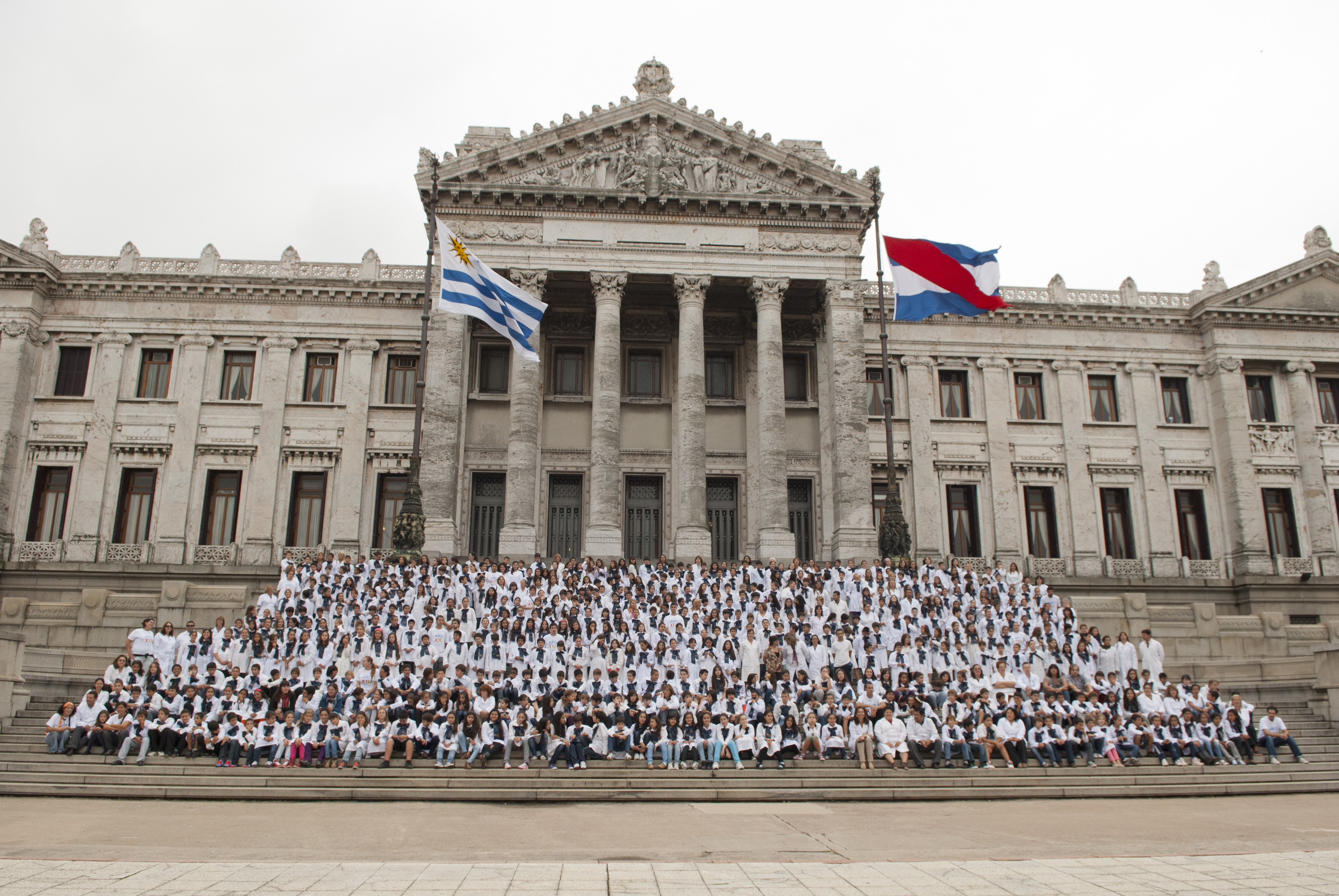
Comemorações do Bicentenário do Uruguai em 2011. A imagem mostra 500 crianças e adolescentes de 19 escolas de todo o país que se reuniram em frente ao Palácio Legislativo, em Montevidéu

Luis Alberto Lacalle, do Partido Nacional, ganhou a eleição presidencial de 1989 e a anistia aos violadores dos direitos humanos foi aprovada por referendo. Sanguinetti foi, então, reeleito em 1994. Ambos os presidentes continuaram as reformas estruturais econômicas iniciadas após o restabelecimento da democracia, além de outras reformas importantes terem sido promovidas para melhorar o sistema eleitoral, a segurança social, a educação e a segurança pública.
As eleições nacionais de 1999 foram realizadas sob um novo sistema eleitoral estabelecido por uma emenda constitucional de 1996. O candidato do Partido Colorado, Jorge Batlle, auxiliado pelo apoio do Partido Nacional, derrotou o candidato da Frente Ampla, Tabaré Vázquez. A coligação formal terminou em novembro de 2002, quando os Blancos retiraram seus ministros do gabinete, embora continuassem a apoiar os Colorados na maioria das questões. Os baixos preços das commodities e dificuldades econômicas nos principais mercados de exportação do Uruguai (no Brasil, com a desvalorização do real e, em seguida, na Argentina, durante a crise de 2002), provocaram uma severa recessão econômica de 11%, o desemprego subiu para 21% da população e o percentual de uruguaios que vivem na pobreza aumentou para mais de 30%.
Em 2004, os uruguaios elegeram Tabaré Vázquez como presidente, dando à Frente Ampla a maioria em ambas as casas do parlamento. Como os preços das commodities dispararam e a economia se recuperou da recessão, o governo Vázquez triplicou os investimentos estrangeiros, reduziu a pobreza e o desemprego, diminuiu a dívida pública de 79% para 60% do PIB, enquanto a inflação se manteve estável.
Em 2009, José Mujica, um ex-militante de esquerda que passou quase 15 anos na prisão durante o governo militar do país, surgiu como o novo presidente. Em 2012, o direito ao aborto foi legalizado no país. Em 2013, o casamento entre pessoas do mesmo sexo e o cultivo, a produção e a venda da cannabis foram aprovados, tornando o país pioneiro mundial na legalização desse psicotrópico.
Em 2014, Tabaré Vázquez foi eleito para um segundo mandato presidencial não consecutivo, iniciado em 1º de março de 2015.
Em 2020, foi sucedido por Luis Alberto Lacalle Pou, membro do conservador Partido Nacional, após 15 anos de governos de esquerda, como o 42° presidente uruguaio.

## Geografia

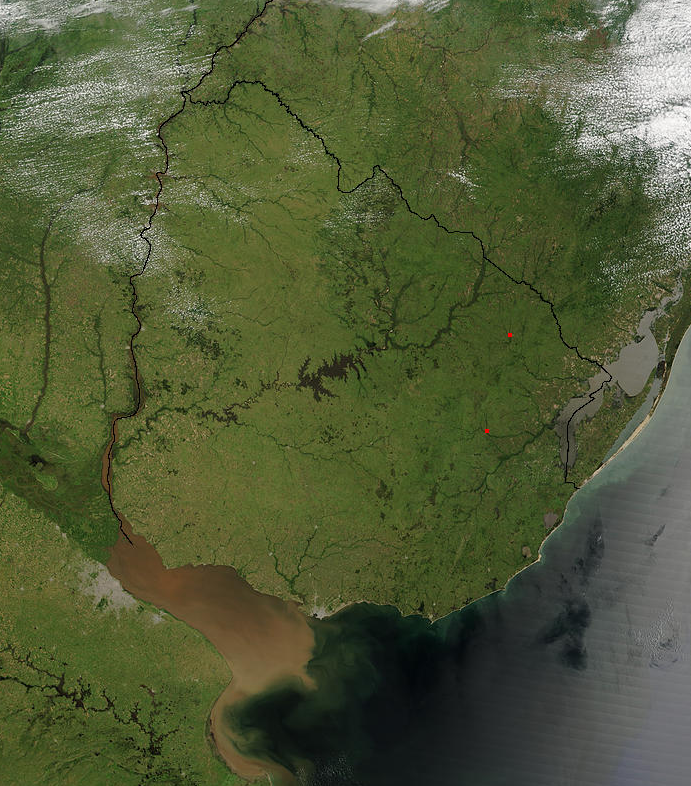
Imagem de satélite do território uruguaio

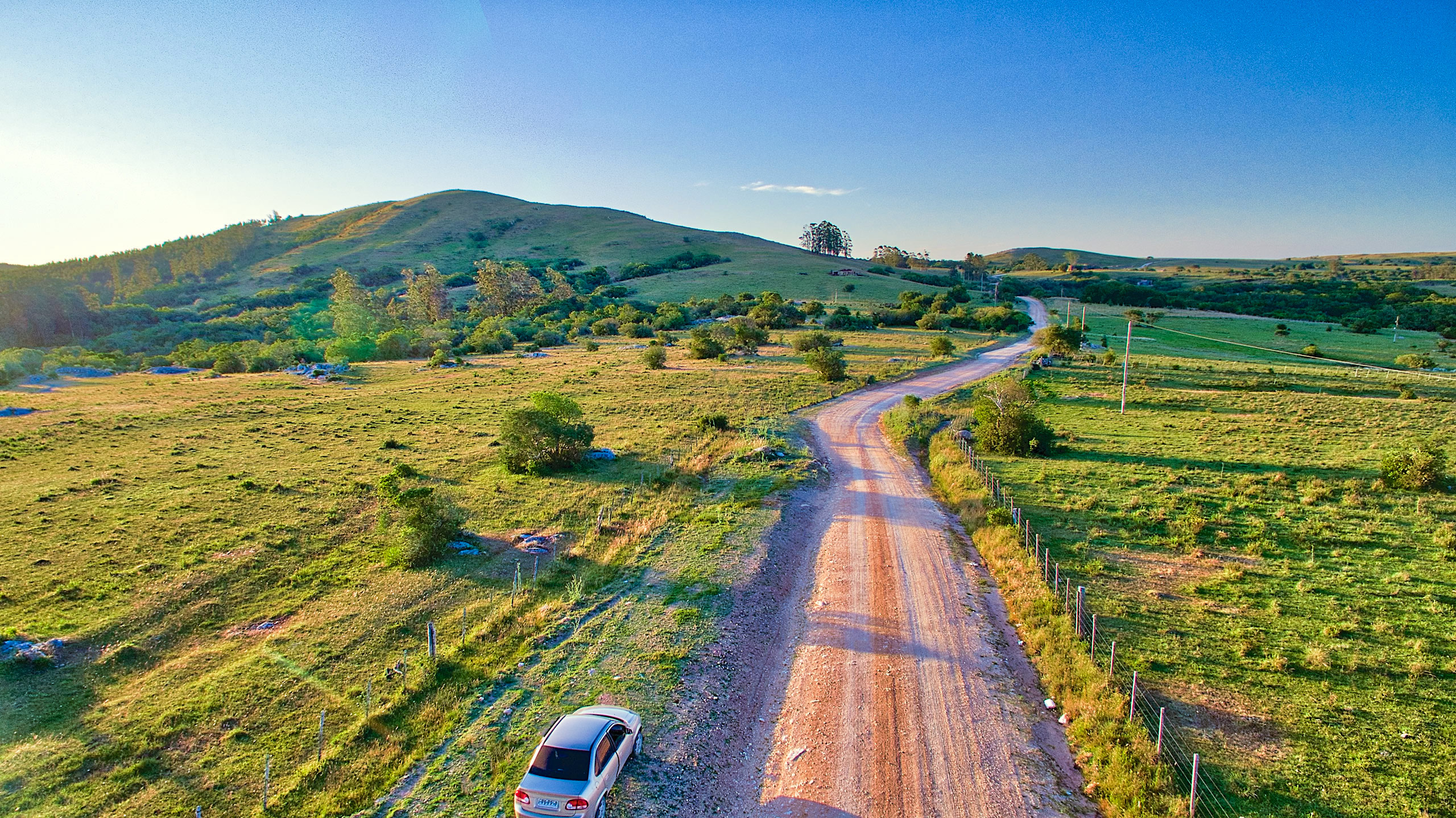
Serra Carapé, em Maldonado

Com 176 214 km² de área territorial e 142 199 km² de água jurisdicionais e pequenas ilhas fluviais, o Uruguai é o segundo menor país soberano na América do Sul (depois do Suriname) e o terceiro menor em território (Guiana Francesa é o menor). O Uruguai é o segundo menor país da América do Sul e a sua paisagem é constituída principalmente por planícies e colinas baixas (coxilhas), com uma planície costeira fértil. A terra está ocupada na sua maior parte por pradarias, ideais para a criação de bovinos e ovinos. O país tem um litoral de 660 km de extensão.
Uma densa rede fluvial cobre o território uruguaio, que consiste em quatro bacias hidrográficas: Rio da Prata, Rio Uruguai, Lagoa Mirim e Rio Negro, que é principal rio interno. Várias lagoas são encontradas ao longo da costa atlântica. O ponto culminante do país é o Cerro Catedral, a 514 m de altitude.
Ao sul do país situa-se o rio de la Plata (rio da Prata), onde está o Porto de Montevidéu. O rio da Prata é o estuário formado pelo rio Uruguai, que constitui a fronteira ocidental do país, e pelo rio Paraná, fora do Uruguai, formador da mesopotâmia argentina. O país tem apenas um rio importante que o atravessa, o rio Negro, com hidrelétricas. Tem ainda parte da Lagoa Mirim, que divide com o Brasil, e de algumas lagoas na costa do Atlântico.
A cidade de Montevidéu é a capital mais meridional do continente americano e a terceira mais a sul do mundo (apenas Camberra, na Austrália, e Wellington, na Nova Zelândia, estão localizadas mais ao sul). Há dez parques nacionais no Uruguai: cinco nas zonas úmidas do leste, três na região montanhosa central e outro no oeste, ao longo do rio Uruguai. O Uruguai tem cerca de 2 500 espécies distribuídas em 150 famílias biológicas, nativas e estrangeiras. A corticeira (Erythrina crista_  galli L.) é a flor nacional do Uruguai.

### Clima

Uruguai pela classificação climática de Köppen-Geiger

Localizado inteiramente dentro de uma zona temperada, o Uruguai tem um clima que é relativamente ameno e bastante uniforme em todo o país. As variações sazonais são pronunciadas, mas temperaturas extremas são raras. Como seria de esperar, com a sua abundância de água, alta umidade e neblina são comuns no país. A ausência de montanhas, que funcionam como barreiras climáticas, torna todo o território uruguaio vulnerável a ventos fortes e mudanças bruscas de tempo, como tempestades que varrem todo o país. Tanto o verão quanto o inverno podem variar no dia a dia com a passagem de frentes de tempestade, em que ventos do norte quentes podem, ocasionalmente, serem seguidos por um vento frio (pampero) vindo dos pampas argentinos.
O Uruguai tem uma temperatura uniforme em grande parte do ano, com verões sendo temperados pelos ventos do Atlântico; frio intenso no inverno é raro. A precipitação mais forte ocorre durante os meses de outono, embora períodos chuvosos mais frequentes ocorram também no inverno. A precipitação média anual é geralmente maior do que 100 cm, sendo menor no interior e relativamente bem distribuída ao longo do ano.
A temperatura média para o mês de julho varia de 12 °C em Salto, no norte, a 9 °C em Montevidéu, no sul. O mês de janeiro, em pleno verão, varia de uma média de 26 °C em Salto a 22 °C em Montevidéu. Temperaturas extremas nacionais ao nível do mar foram registradas na cidade de Paysandú (44 °C em 20 de janeiro de 1943) e na cidade de Melo (-11,0 °C em 14 de junho de 1967).

### Flora
A flora do Uruguai é composta por 2 500 espécies distribuídas em 150 famílias biológicas nativas e estrangeiras. Aproximadamente 80% do Uruguai é pradaria, com predominância de gramíneas. O Uruguai é principalmente uma terra de cultivo de grama, com vegetação que é essencialmente uma continuação dos pampas argentinos. As árvores crescem em cachos. Sanandu, ou Erythrina cristagalli, é a flor nacional.
As áreas de floresta são muito pequenas e menores do que nos pampas, mas contêm uma mistura de madeiras nobres e macias, enquanto os eucaliptos foram importados da Austrália. A mata do alto Uruguai é composta por espécies florestais advindas do contingente da bacia do Paraná, muitas das quais têm no Rio Grande do Sul o seu limite austral de distribuição. As madeiras de lei mais úteis são algarobo, guayabo, quebracho e urunday; outras madeiras de lei incluem arazá, coronilla, espinillo, lapacho, lignum vitae e nandubay.

## Demografia

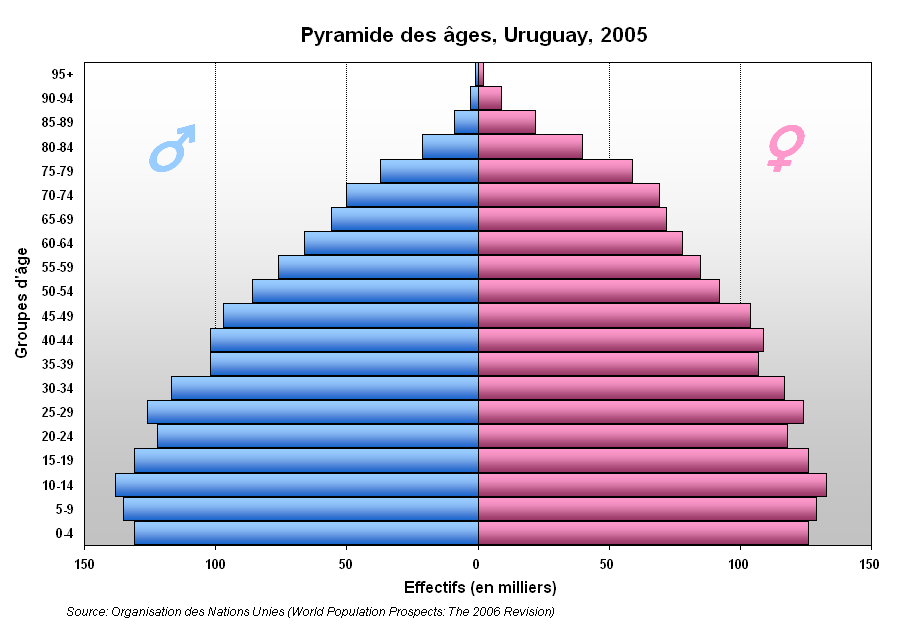
Pirâmide populacional do Uruguai em 2005

Segundo os resultados do censo de 2004, a população uruguaia ascendia a 3 241 203 habitantes, com uma taxa de crescimento anual de 3,2 % em relação ao censo de 1996, ano em que a população era de 3 163 763. Em 2019 a população era praticamente a mesma. O país é esparsamente habitado. Em comparação, o Rio Grande do Sul, que tem um território de tamanho parecido, tinha em 2019 uma população de 11,4 milhões de habitantes. A baixa taxa de crescimento populacional observada entre 1996 e 2004 é ainda inferior à registrada entre 1985 e 1996, quando a taxa foi de 6,4%. O baixo crescimento da população corresponde a uma diminuição progressiva da taxa de fecundidade e nos câmbios migratórios. A população estimada para 30 de junho de 2010 é de 3 356 584, com uma densidade demográfica de 19 habitantes por quilômetro quadrado.
A conformação e estrutura da população uruguaia se distingue em relação aos demais países da América Latina. O Uruguai se antecipou ao menos trinta anos em relação aos demais países latino-americanos quanto à transição demográfica, onde em sua maioria o processo se iniciou entre as décadas de 1950 e 1960. Estima-se que em 1900 a taxa de fecundidade era de seis filhos por mulher, em 1950 esta média teria caído para três e em 2008 esta média seria ainda menor (2,1 filhos por mulher), segundo o INE. Por sua vez, destaca-se por ser o país com a maior população longeva na região, onde o coletivo de pessoas com mais de 60 anos era de 17,7% em 2008. As mudanças na fecundidade também se vislumbram pelo aumento da esperança de vida, que atinge os 76 anos (72,4 para os homens e 79,7 para as mulheres). A taxa da urbanização é alta e chega a 96,1% da população.
Outro fator chave para compreender o dinamismo da população uruguaia é a migração. A imigração europeia se radicou no Uruguai desde os finais do século XIX até meados dos anos 1960. Desde a perspectiva da imigração internacional, na segunda metade do século XX, o Uruguai começou a se consolidar como um país emigratório, seja por motivos políticos ou econômicos, fenômeno que tem influenciado o crescimento populacional do país nas últimas décadas. A emigração é principalmente para a Europa, Argentina e Estados Unidos. Na Europa, o principal destino dos uruguaios é a Espanha, mas também emigram para a Itália, França e Alemanha.
Em novembro de 2007, o Uruguai se tornou o primeiro país latino-americano e o segundo de todas as Américas (depois do Canadá) a reconhecer a união civil de pessoas do mesmo sexo em nível nacional.

### Idiomas
Como é o caso da vizinha Argentina, o Uruguai emprega tanto o voseo quanto o yeismo (com [ʃ] ou [ʒ]). O inglês é comum no mundo dos negócios e seu estudo tem aumentado significativamente nos últimos anos, especialmente entre os jovens. No entanto, ainda é uma língua minoritária, como são o francês, o italiano, o alemão e o português, este falado na região norte, perto da fronteira brasileira. O Uruguai é um dos poucos países não lusófonos em que o ensino da língua portuguesa é obrigatório. O português é ensinado a partir do 6º ano de escolaridade. Como poucos povos indígenas existem na população, as línguas indígenas são pouco presentes no Uruguai.

### Composição étnica

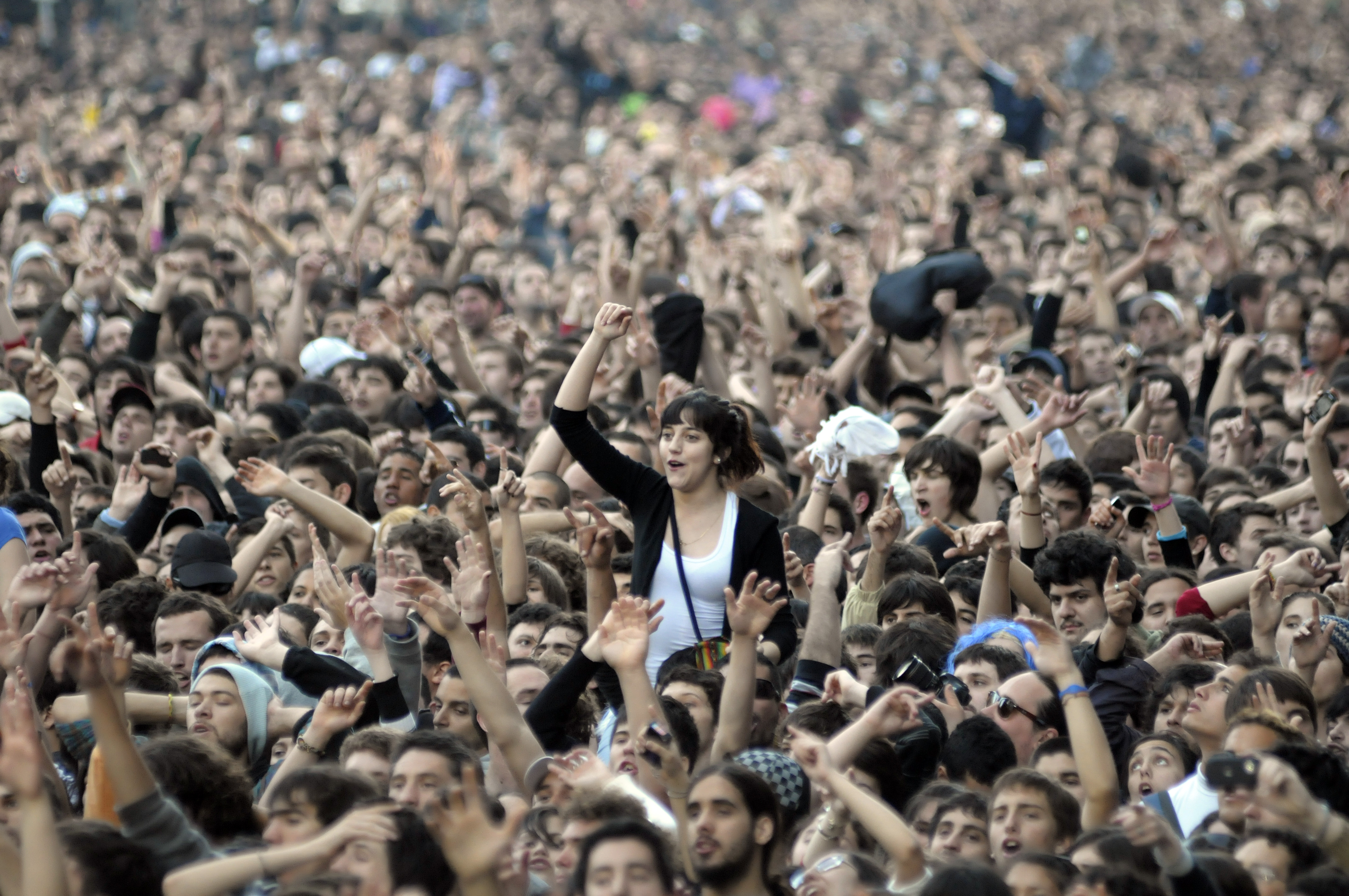
Uruguaios festejando o bicentenário do país

Segundo publicações da CIA (The World Factbook), a população uruguaia é fundamentalmente de origem europeia, representando 88% da população, seguida por mestiços (8%), indígena (6,4) e afro-uruguaios (4%). As sucessivas ondas migratórias que viveram no país têm conformado a população atual, composta principalmente de espanhóis, seguidos por italianos e com um importante número de franceses, alemães, portugueses, britânicos, suíços, russos, polacos, entre outros. A população de origem asiática é pequena.
Um estudo genético de 2009, publicado no American Journal of Human Biology, revelou que a composição genética do Uruguai é principalmente europeia, mas com contribuição indígena (que varia de 1% a 20% em diferentes partes do país) e significativa contribuição africana (7% a 15% em diferentes partes do país).
A contribuição indígena no Uruguai foi estimada em 10%, em média, para a população inteira. Esse número sobe a 20% no departamento de Tacuarembó e desce a 2% em Montevidéu. O DNA mitocondrial indígena chega a 62% em Tacuarembó.
Um estudo genético de 2006 encontrou os seguintes resultados para a população de Cerro Largo: contribuição europeia de 82%, contribuição indígena de 8% e contribuição africana de 10%. Esse foi o resultado para o DNA autossômico, o que se herda tanto do pai quanto da mãe e permite inferir toda a ancestralidade de um indivíduo. Na linhagem materna, DNA mitocondrial, os resultados encontrados para Cerro Largo foram: contribuição europeia de 49%, contribuição indígena de 30%, e contribuição africana de 21%.

### Religião
| Religião            |                     |  | Porcentagem |       |
| Católicos romanos   | Católicos romanos   |  | 45,7%       | 45,7% |
| Sem religião        | Sem religião        |  | 30,1%       | 30,1% |
| Ateus ou agnósticos | Ateus ou agnósticos |  | 14,0%       | 14,0% |
| Outros cristãos     | Outros cristãos     |  | 9,0%        | 9,0%  |
| Outros              | Outros              |  | 1,2%        | 1,2%  |

O Uruguai não tem religião oficial e, portanto, igreja e Estado estão oficialmente separados, enquanto a liberdade religiosa é garantia constitucional. Uma pesquisa realizada em 2008 pelo Instituto Nacional de Estatística do Uruguai apontou o catolicismo como a principal religião, com 45,7% da população; 9,0% são cristãos não católicos, 0,6% são animistas ou umbandistas (uma religião brasileira, com raízes africanas e indígenas) e 0,4% judeus. 30,1% declararam acreditar em um Deus, mas não pertencem a nenhuma religião, enquanto 14% declararam ser ateus ou agnósticos. Entre a grande comunidade armênia em Montevidéu, a religião dominante é o cristianismo, especificamente a Igreja Apostólica Armênia.
Os observadores políticos consideram o Uruguai o país mais secular nas Américas. A secularização do Uruguai começou com o papel relativamente menor da igreja na época colonial, em comparação com outras partes do Império Espanhol. O pequeno número de índios do Uruguai e sua feroz resistência ao proselitismo reduziu a influência das autoridades eclesiásticas.
Após a independência, ideias anticlericais se espalharam para o Uruguai, em particular da França, minando ainda mais a influência da igreja. Em 1837, o casamento civil foi reconhecido e em 1861 o Estado assumiu a gestão dos cemitérios públicos. Em 1907 o divórcio foi legalizado e em 1909 toda e qualquer educação religiosa foi banida das escolas públicas. Sob a influência do radical reformador Colorado, José Batlle y Ordóñez (1903-1911), a completa separação entre Igreja e Estado foi introduzida com a nova Constituição da 1917.

### Indicadores socioeconômicos

Departamentos do Uruguai por IDH (2002):
IDH elevado
IDH médio

Segundo dados publicados pelas Nações Unidas o índice Gini do Uruguai em 2010 era de 45,3. Uma pontuação de 100 nessa escala significaria um estado de máxima desigualdade entre classes sociais, e uma pontuação de 0 representaria uma distribuição igual da riqueza.
Um recente relatório usou dois indicadores para estimar o número de pessoas vivendo em estado de pobreza no país. Esses indicadores são a "linha de indigência", abaixo da qual o salário da família não é o suficiente para o consumo básico de alimentos, e a "linha da pobreza", abaixo da qual o salário da família não é o suficiente para o consumo básico de alimentos, roupas, saúde e transporte. Em 2013, cerca de 12% da população uruguaia era classificada como pobre pelo governo.
O salário médio da mulher em 2002 no Uruguai equivalia a 71,8% do salário do homem da mesma atividade. O salário médio dos descendentes de africanos equivalia a 65% do dos descendentes de europeus.
Apesar de o aluguel em lugares que não possuem tanta demanda não serem tão caros, é normalmente necessário que a pessoa tenha uma outra propriedade para servir de garantia para o contrato, ou um depósito que muitos não conseguem pagar. A primeira condição torna o aluguel especialmente difícil para os setores menos favorecidos da população. De acordo com o INE, 23,3% da população vive em lugares que não são nem deles nem são alugados. Alguns deles são casas construídas propriamente, enquanto outros são construções precárias construídas ilegalmente em terras públicas ou privadas ao redor das cidades. Assim, novas comunidades inteiras foram criadas nas últimas décadas. Elas são chamadas de "Asentamientos" e este fenômeno é similar às "Favelas" no Brasil, "Villas Miseria" na Argentina, "Barrios" na Venezuela, "Invasiones" na Colômbia, "Arrabales" na Espanha, "Poblaciones Callampa" no Chile e "Jacales" no México.

## Política

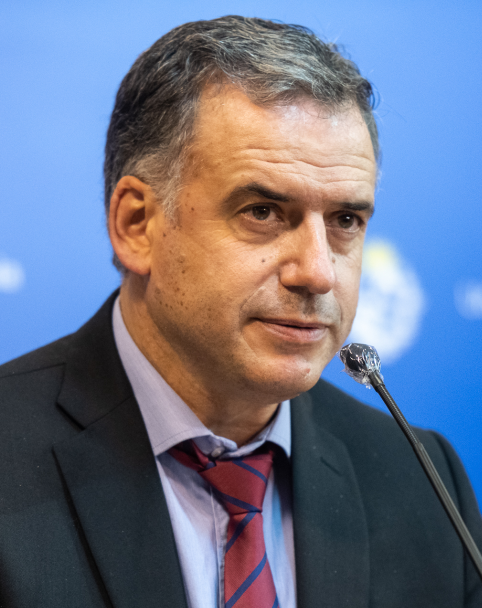
Yamandú Orsi, o atual presidente do Uruguai

O Uruguai é uma república democrática representativa com um sistema presidencial. Os membros do governo são eleitos para um mandato de cinco anos por um sistema de sufrágio universal. O Uruguai é um Estado unitário: justiça, educação, saúde, segurança externa, política e defesa são administradas em todo o país. O poder executivo é exercido pelo presidente e por um gabinete de 13 ministros.
O poder legislativo é constituído pela Assembleia Geral, composta por duas câmaras: a Câmara dos Deputados com 99 membros que representam os 19 departamentos, eleitos com base na representação proporcional; e a Câmara dos Senadores, composta por 31 membros, dos quais 30 são eleitos por um mandato de cinco anos por representação proporcional e pelo vice-presidente, que a preside.
O poder judiciário é exercido pelo Supremo Tribunal Nacional, a bancada e juízes em todo o país. Os membros da Suprema Corte são eleitos pela Assembleia Geral, os membros da Magistratura do Tribunal Supremo, com o consentimento do Senado, e os juízes são diretamente afetados pelo Supremo Tribunal Federal.
O Uruguai adotou sua atual constituição em 1967. Muitas das suas disposições foram suspensas em 1973, mas restabelecidas em 1985. A Constituição uruguaia permite aos cidadãos revogar as leis ou alterar a Constituição por referendo. Durante os últimos 15 anos, este método foi utilizado várias vezes: para confirmar uma lei de renúncia dos membros do Ministério Público dos militares que violaram direitos humanos durante o regime militar (1973–1985); parar a privatização das empresas de serviços públicos; para defender rendimentos de pensionistas e para proteger os recursos hídricos.

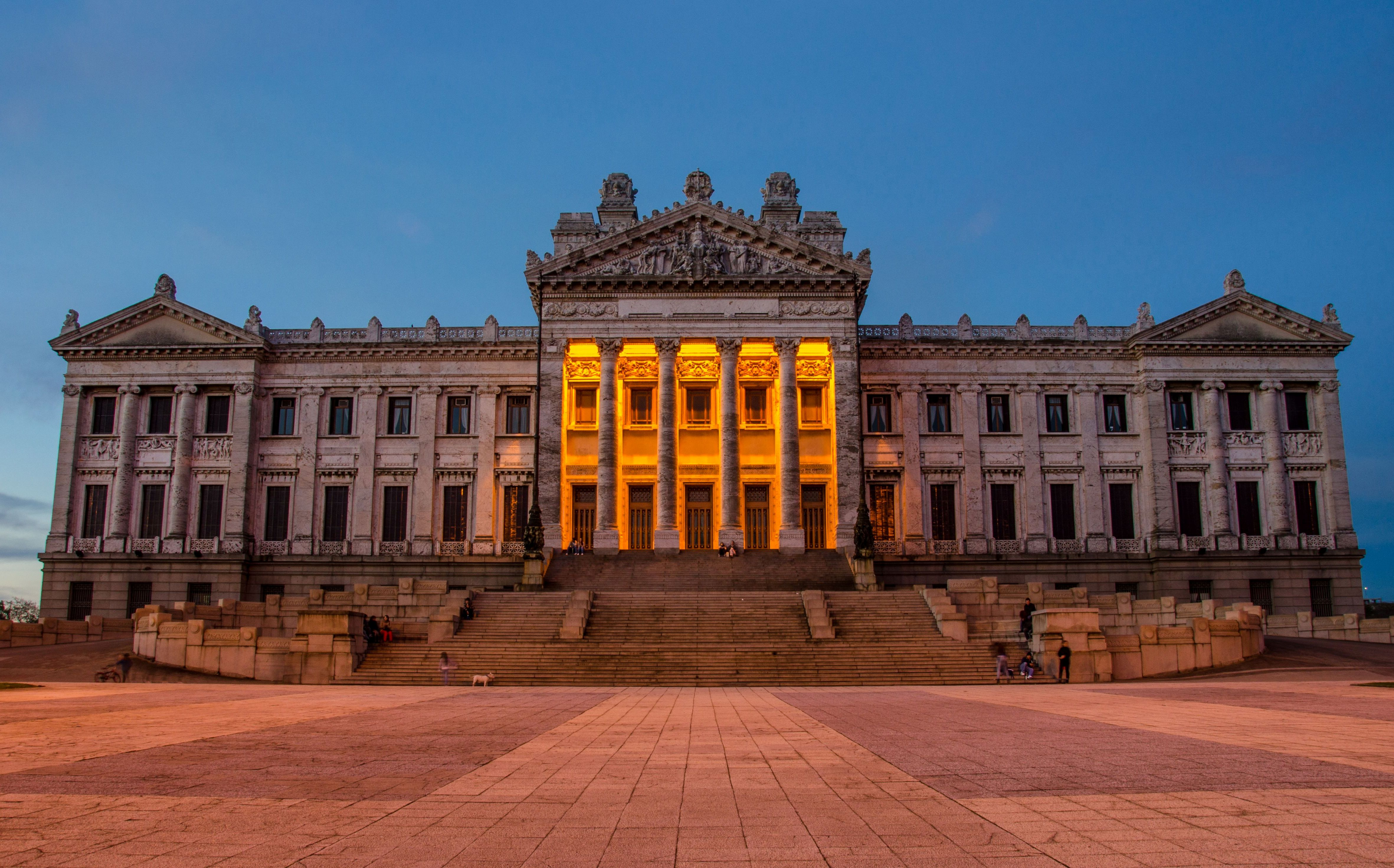
Palácio legislativo, Montevidéu

Durante a maior parte da história do Uruguai, o Partido Colorado esteve no governo. A outra parte "tradicional" do Uruguai, o Partido Blanco, governou apenas duas vezes. As eleições de 2004 trouxeram a Frente Ampla (coalizão de socialistas, comunistas, tupamaros, ex-comunistas e sociais-democratas, entre outros) a governar com maioria nas duas casas do parlamento e da eleição do presidente Tabaré Vázquez, por maioria absoluta.
O Latinobarômetro de 2010 constatou que, na América Latina, os uruguaios estão entre os que mais apoiam a democracia e, de longe, os mais satisfeitos com o funcionamento da democracia em seu país. O Uruguai ficou em 27º na pesquisa Freedom in the World, da organização Freedom House. De acordo com a Economist Intelligence Unit, em 2010 o Uruguai alcançou a 21ª posição no Índice de Democracia, entre os 30 países considerados "democracias plenas" no mundo. O Uruguai foi classificado em 19º lugar no Índice de Percepções de Corrupção feito pela Transparência Internacional.

### Relações internacionais
Em novembro de 2010, o Uruguai ratificou o Tratado Constitutivo da União de Nações Sul-Americanas (UNASUL), tornando-se a nona das doze nações sul-americanas a fazê-lo. O tratado foi escrito em 2008 e entrou em vigor 30 dias após a data de assinatura do nono instrumento de ratificação.

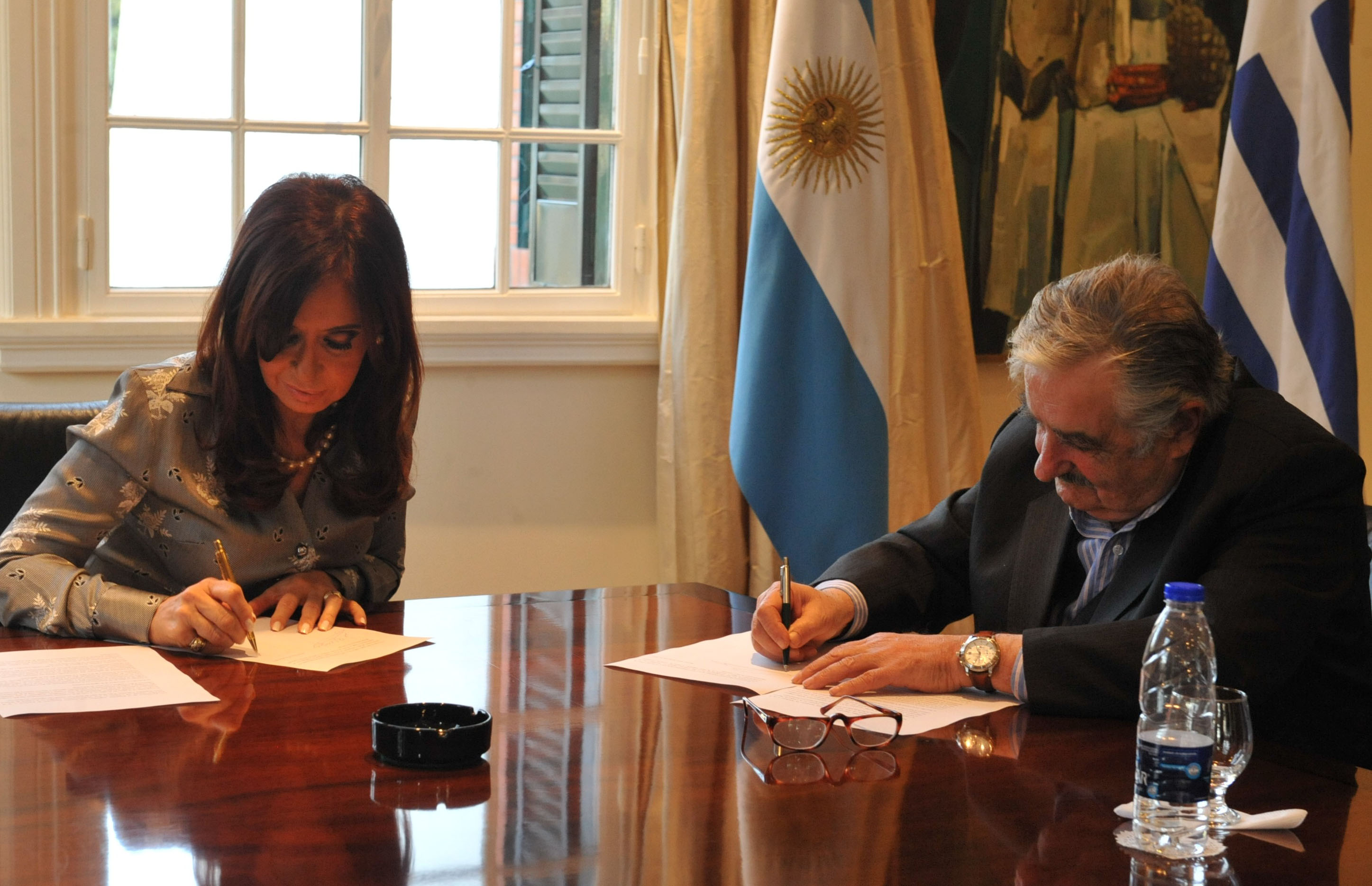
Os ex-presidentes José Mujica e Cristina Kirchner, da Argentina

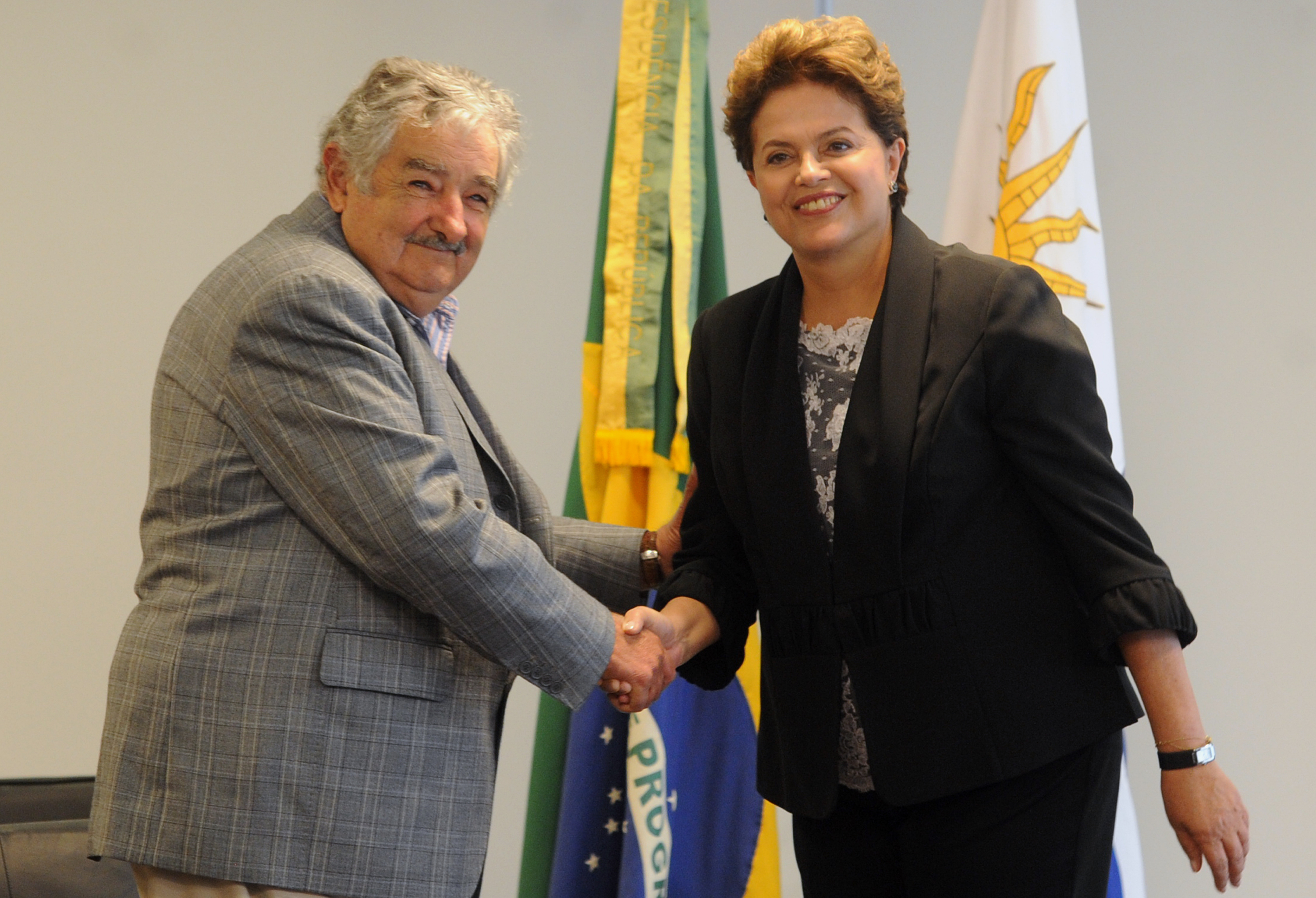
Os ex-presidentes Mujica e Dilma Rousseff, do Brasil

Argentina e Brasil são os parceiros comerciais mais importantes do Uruguai: a Argentina foi responsável por 20% das importações totais do país em 2009. Como as relações bilaterais com a Argentina são consideradas uma prioridade, o Uruguai nega autorização para navios de guerra britânicos com destino às Ilhas Malvinas de atracarem em territórios e portos uruguaios para suprimentos e combustível. A rivalidade entre o porto de Montevidéu e o de Buenos Aires, que remonta aos tempos do Império Espanhol, tem sido descrita como a "guerra dos portos". Representantes do governo de ambos os países enfatizaram a necessidade de acabar com essa rivalidade em nome da integração regional em 2010. A controversa construção de uma fábrica de papel celulose em 2007, no lado uruguaio do rio Uruguai, causou protestos na Argentina pelo medo de que a planta industrial iria poluir o meio ambiente e levou a tensões diplomáticas entre os dois países. A disputa permaneceu um tema controverso em 2010, especialmente após relatos de aumento da contaminação da água na área, que mais tarde provaram-se ser de descarga de esgotos da cidade de Gualeguaychú. Em novembro de 2010, o Uruguai e a Argentina anunciaram que tinham chegado a um acordo final para o monitoramento ambiental conjunto da fábrica de celulose.
O Brasil e o Uruguai também mantêm um longo histórico de relações bilaterais. Os dois países assinaram acordos de cooperação em temas diversos, como defesa, ciência e tecnologia, energia, transporte fluvial e pesca, com a esperança de acelerar a integração política e econômica entre as duas nações vizinhas. O Uruguai tem duas disputas na fronteira com o Brasil não contestadas: sobre a Ilha Brasileira e em região de 235 km² do rio Invernada próxima à Masoller. Os dois países discordam sobre qual afluente representa a fonte legítima do rio Quaraí, o que definiria a fronteira na última seção disputada, de acordo com o tratado fronteiriço firmado entre os dois países em 1851. No entanto, essas disputas fronteiriças nunca impediram os dois países de manter relações diplomáticas amistosas e fortes laços econômicos. Até agora, as áreas disputadas permanecem sob controle brasileiro de facto, com pouco ou nenhum esforço real feito pelo governo uruguaio para fazer valer suas reivindicações territoriais.
O Uruguai tem desfrutado de relações amigáveis com os Estados Unidos desde a sua transição de volta à democracia. Os laços comerciais entre os dois países se expandiram substancialmente nos últimos anos, com a assinatura de um tratado de investimento bilateral em 2004 e de um Acordo Quadro de Comércio e Investimento em janeiro de 2007. Os Estados Unidos e o Uruguai também têm cooperado em assuntos militares, sendo que ambos os países desempenham papéis importantes na Missão das Nações Unidas para a estabilização no Haiti (MINUSTAH).
O ex-presidente Mujica apoiou a candidatura da Venezuela para participar do Mercosul e apoiou o ministro da economia venezuelano, Alí Rodríguez Araque, a se tornar secretário-geral da Unasul, uma posição anteriormente ocupada por Néstor Kirchner. A Venezuela tem um acordo para vender ao Uruguai até 40 000 barris de petróleo por dia em condições preferenciais.
Em 15 de março de 2011, o Uruguai tornou-se o sétimo país sul-americano a reconhecer oficialmente o Estado palestino, apesar de não haver especificação para as fronteiras desse país como parte do reconhecimento. Em declarações oficiais, o governo uruguaio indicou o seu firme compromisso com o processo de paz no Oriente Médio, mas recusou-se a especificar fronteiras "para evitar interferir em uma questão que exigiria um acordo bilateral".

### Forças armadas

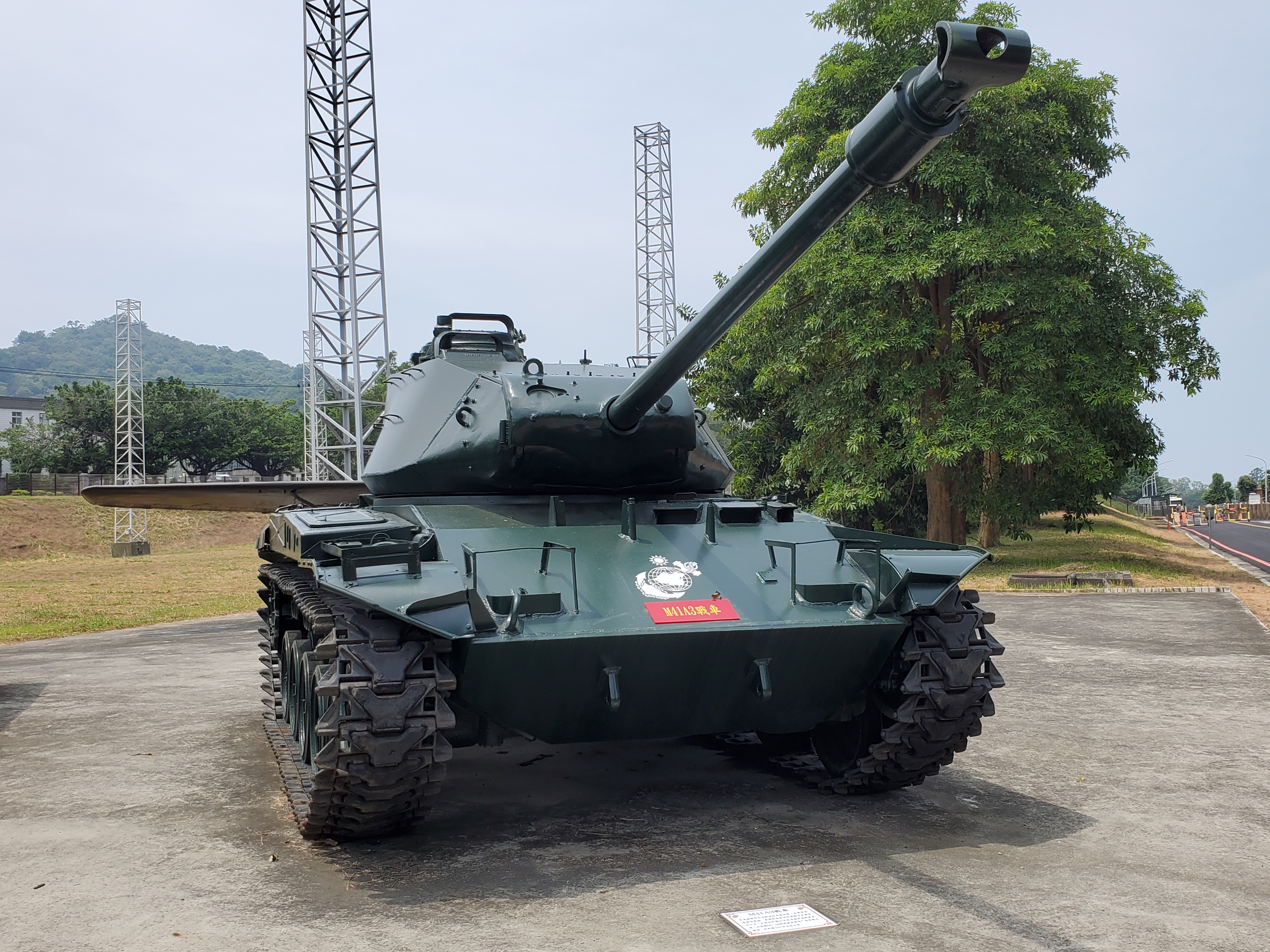
Um M41 do Exército do Uruguai

As forças armadas uruguaias são constitucionalmente subordinadas ao presidente, através do ministro da Defesa. O país possui um efetivo de cerca de 14 000 militares para o exército, 6 000 para a marinha e 3 000 para a força aérea. O alistamento é voluntário em tempo de paz, mas o governo tem autoridade para recrutar em emergências.
Desde maio de 2009, os homossexuais estão autorizados a servir abertamente nas forças armadas do país, após o ministro da defesa assinar um decreto afirmando que a política de recrutamento militar já não é mais discriminatória com base na orientação sexual das pessoas. No ano fiscal de 2010, os Estados Unidos forneceram ao Uruguai 1,7 milhão de dólares em ajuda militar, incluindo 1 milhão de dólares em financiamento e 480 mil dólares em educação e formação militar.

O Uruguai ocupa o primeiro lugar no mundo per capita em contribuições para as forças de paz das Nações Unidas, com 2 513 soldados e oficiais em 10 missões de paz da ONU. Em fevereiro de 2010, o país tinha 1 136 militares destacados no Haiti em apoio da MINUSTAH e 1 360 em apoio à MONUC, na República Democrática do Congo. Em dezembro de 2010, o major uruguaio Gloodtdofsky foi nomeado chefe da Missão Militar e Grupo de Observadores Militares das Nações Unidas para Índia e Paquistão.

## Subdivisões
O Uruguai é dividido em 19 departamentos, cujas administrações locais replicam a divisão dos poderes executivo e legislativo. Cada departamento elege suas autoridades por meio de um sistema de sufrágio universal. O poder executivo departamental reside em um superintendente e na autoridade legislativa de um conselho departamental.
| Departamento   | Área (km2) | População* | Capital               |
| -------------- | ---------- | ---------- | --------------------- |
| Artigas        | 11 928     | 78 019     | Artigas               |
| Canelones      | 4 536      | 485 028    | Canelones             |
| Cerro Largo    | 13 648     | 86 564     | Melo                  |
| Colônia        | 6 106      | 119 266    | Colônia do Sacramento |
| Durazno        | 11 643     | 58 859     | Durazno               |
| Flores         | 5 144      | 25 104     | Trinidad              |
| Florida        | 10 417     | 68 181     | Florida               |
| Lavalleja      | 10 016     | 60 925     | Minas                 |
| Maldonado      | 4 793      | 140 192    | Maldonado             |
| Montevidéu     | 530        | 1 326 064  | Montevidéu            |
| Paysandú       | 13 922     | 113 244    | Paysandú              |
| Río Negro      | 9 282      | 53 989     | Fray Bentos           |
| Rivera         | 9 370      | 104 921    | Rivera                |
| Rocha          | 10 551     | 69 937     | Rocha                 |
| Salto          | 14 163     | 123 120    | Salto                 |
| San José       | 4 992      | 103 104    | San José de Mayo      |
| Soriano        | 9 008      | 84 563     | Mercedes              |
| Tacuarembó     | 15 438     | 90 489     | Tacuarembó            |
| Treinta y Tres | 9 676      | 49 318     | Treinta y Tres        |

## Economia

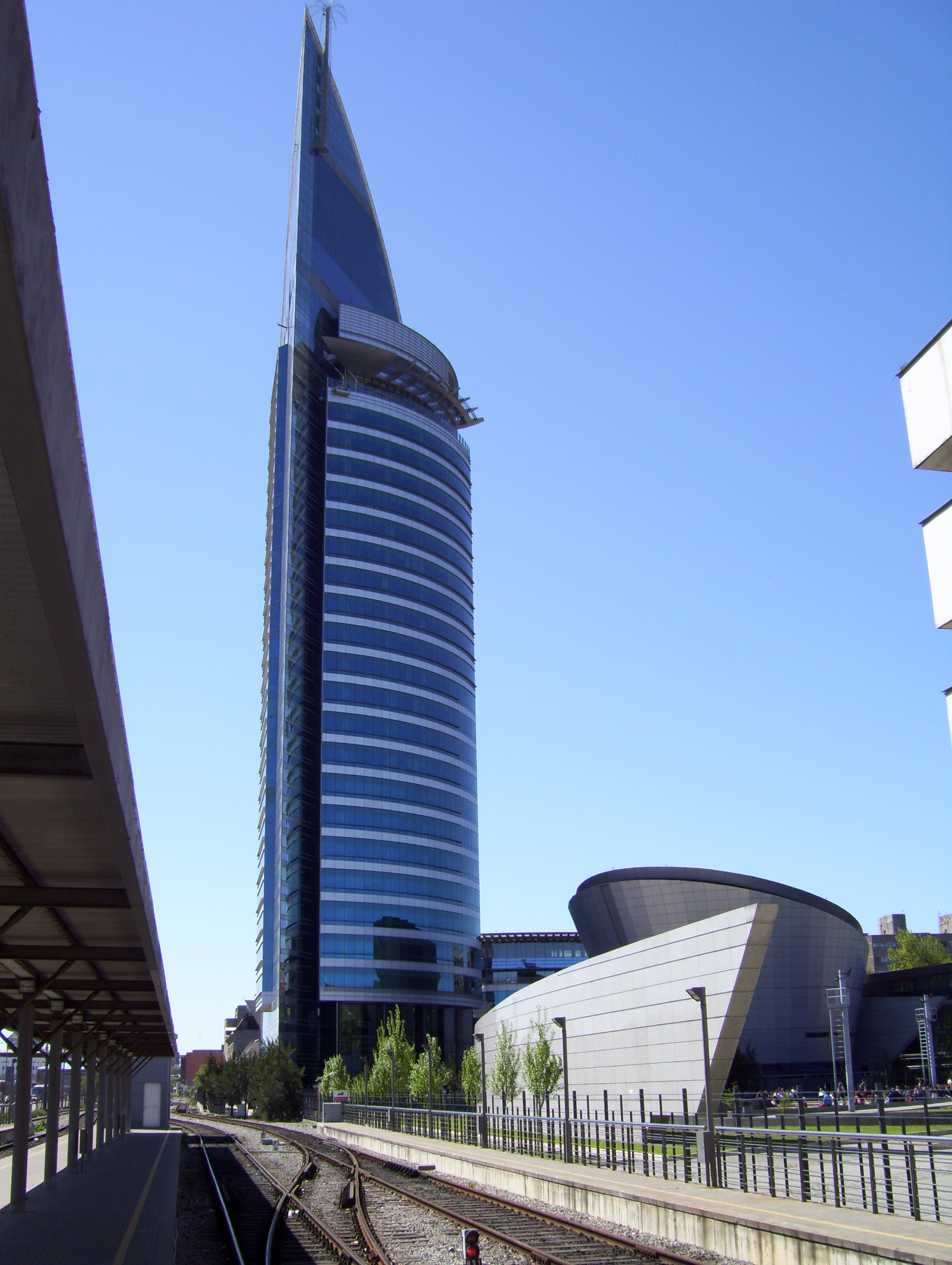
Torre sede da empresa uruguaia ANTEL, em Montevidéu

A economia do Uruguai depende fortemente do comércio, particularmente das exportações agrícolas, deixando o país vulnerável às flutuações nos preços das commodities. Em 2020, o país foi o 91.º maior exportador do mundo (7,8 milhões de dólares em mercadorias, menos de 0,1% do total mundial). Na soma de bens e serviços exportados, chega a 16,0 bilhões de dólares e fica em 85.º lugar mundial. Já nas importações, em 2019, foi o 104.º maior importador do mundo: 8,3 bilhões de dólares. A agricultura, embora seja uma das bases econômicas do país, é pequena comparada a dos países vizinhos: em 2018 o país produziu 1,36 milhão de toneladas de arroz, 1,33 milhão de toneladas de soja, 816 mil toneladas de milho, 637 mil toneladas de cevada, 440 mil toneladas de trigo e 350 mil toneladas de cana-de-açúcar, entre outros produtos. O estado do Rio Grande do Sul, que é vizinho ao país, e tem um território do mesmo tamanho, no mesmo ano, produzia mais de 7 milhões de toneladas de arroz, mais de 15 milhões de toneladas de soja, e mais de 5 milhões de toneladas de milho. A pecuária, mesmo sendo a maior base econômica do país, também vem mostrando estagnação produtiva: em 2018, o país foi o 24º maior produtor mundial de carne bovina (589 mil toneladas), o 19.º maior produtor mundial de mel (20,9 mil toneladas), produziu 2,1 bilhão de litros de leite de vaca, entre outros. Em 2019, o país foi o 17.º maior produtor mundial de lã – costumava ser um dos 10 maiores do mundo em épocas passadas. Embora seja historicamente um importante exportador de carne bovina, hoje, países como a Colômbia já ultrapassaram o país no volume produtivo, e o Paraguai já está quase no mesmo patamar. Já na indústria, em 2019, o Uruguai tinha a 83.ª indústria mais valiosa do mundo (6,5 bilhões de dólares), de acordo com o Banco Mundial.

Principais produtos de exportação do Uruguai em 2019

Após uma média de crescimento de 5% ao ano no período de 1996–1998, em 1999–2001 a economia sofreu menor demanda da Argentina e do Brasil, que combinados respondem por quase metade das exportações do Uruguai. Apesar da gravidade dos choques do comércio, os indicadores financeiros do Uruguai se mantiveram mais estáveis do que em seus vizinhos, um reflexo de sua sólida reputação entre os investidores e do seu grau de investimento soberano, um dos dois únicos na América do Sul. Nos anos recentes, o Uruguai passou parte de sua energia para o desenvolvimento do uso comercial de tecnologias e se tornou o primeiro exportador de software da América Latina.
A condição de piora econômica teve um papel na transformação da opinião pública contra as políticas econômicas de livre mercado adotadas pelas administrações anteriores na década de 1990, levando à rejeição popular das propostas de privatização da empresa estatal de petróleo em 2003 e da empresa estatal de água em 2004. O recém-eleito governo da Frente Ampla, ao mesmo tempo em que se comprometeu a continuar os pagamentos da dívida externa do Uruguai, também prometeu realizar um plano de emergência para atacar os problemas generalizados da pobreza e do desemprego. Em maio de 2008, a taxa de desemprego ficou abaixo 7,2%. Em outubro de 2009, a taxa de desemprego foi de 6,4%.
Em 2005, o Uruguai foi o maior exportador de software na América do Sul. A economia cresceu a uma taxa anual de 6,7% durante o período 2004–2008. Os mercados de exportações do Uruguai foram diversificados, a fim de reduzir a dependência de Argentina e Brasil. A pobreza foi reduzida de 33% em 2002 para 21,7% em julho de 2008, enquanto a pobreza extrema caiu de 3,3% para 1,7%.

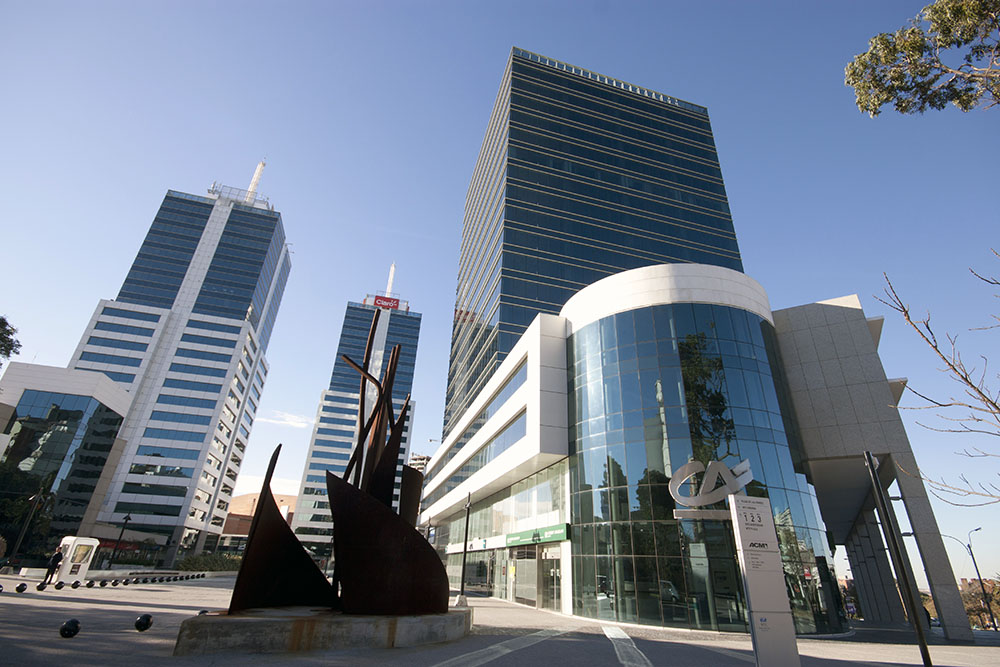
World Trade Center Montevidéu

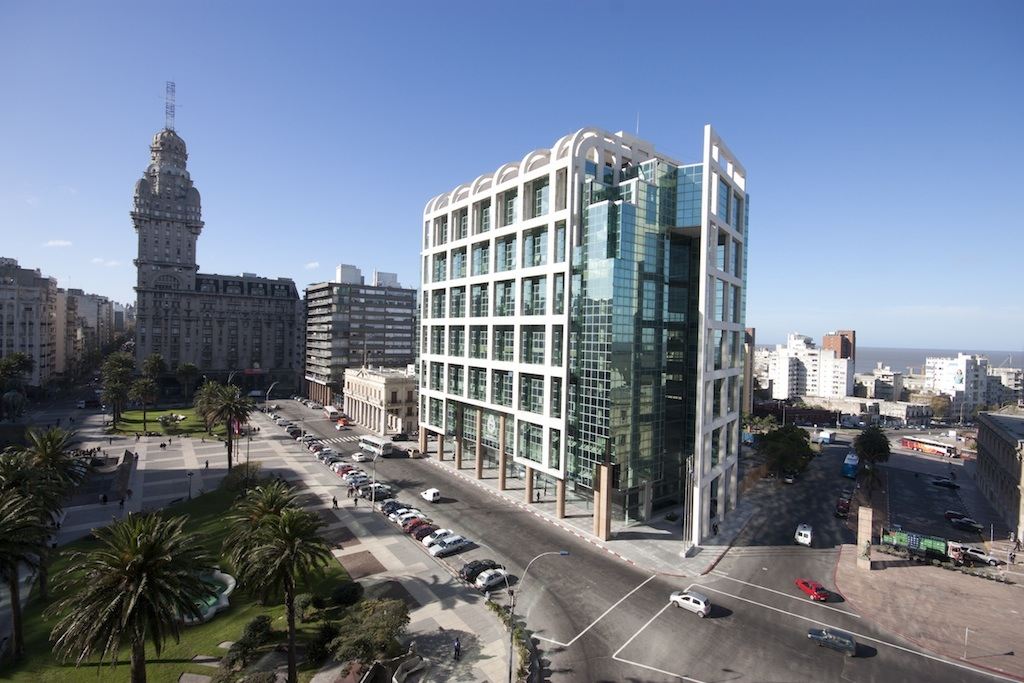
Plaza Independencia, Montevidéu

Entre os anos de 2007 e 2009 o Uruguai foi o único país das Américas que passou por uma recessão econômica técnica (dois trimestres consecutivos de retração). Em outubro de 2010, a taxa de desemprego caiu para 6,2%, provocando um aumento na pressões inflacionárias, embora o PIB do Uruguai tenha crescido 10,4% no primeiro semestre de 2010. De acordo com estimativas do Fundo Monetário Internacional (FMI), o Uruguai é susceptível de atingir um crescimento do PIB real entre 8% e 8,5% em 2010, seguido por 5% de crescimento em 2011 e 4% nos anos subsequentes. A dívida bruta do setor público contraiu no segundo trimestre de 2010, depois de cinco períodos consecutivos de crescimento sustentado, atingiu 21,885 bilhões de dólares, equivalente a 59,5% do PIB.
Em 2010, o setor agrícola orientado para exportação do Uruguai contribuiu com 9,3% do PIB e empregava 13% da força de trabalho do país. As estatísticas oficiais do Ministério da Agricultura e Pecuária do Uruguai indicam que a carne e criação de ovinos ocupam 59,6% do território. Os percentuais aumentam para 82,4% quando a pecuária está ligada a outras atividades agrícolas, como laticínios, forragem e rotação de culturas de arroz.
De acordo com a Organização das Nações Unidas para Alimentação e Agricultura (FAO), o Uruguai é um dos maiores produtores mundiais de soja (9.°), de lã (12.º), carne de cavalo (14.°), cera de abelha (14.°) e marmelos (17.°). A maioria das fazendas uruguaias são de gestão familiar, sendo que a carne e lã representam as principais atividades e a principal fonte de renda para 65% delas, seguido pelo cultivo de vegetais com 12%, a produção leiteira com 11%, criação de porcos e de aves, com 2% cada. A carne bovina é o principal produto de exportação do país, totalizando mais de 1 bilhão de dólares em 2006.
Em 2007, o Uruguai tinha rebanhos bovinos no montante de 12 milhões de cabeças, o que o torna o país com o maior número de animais per capita, em 3,8. No entanto, 54% deles estão nas mãos de 11% dos agricultores, que têm um mínimo de 500 cabeças. No outro extremo, 38% dos agricultores exploram pequenos lotes e têm rebanhos com média abaixo de cem cabeças.

### Turismo

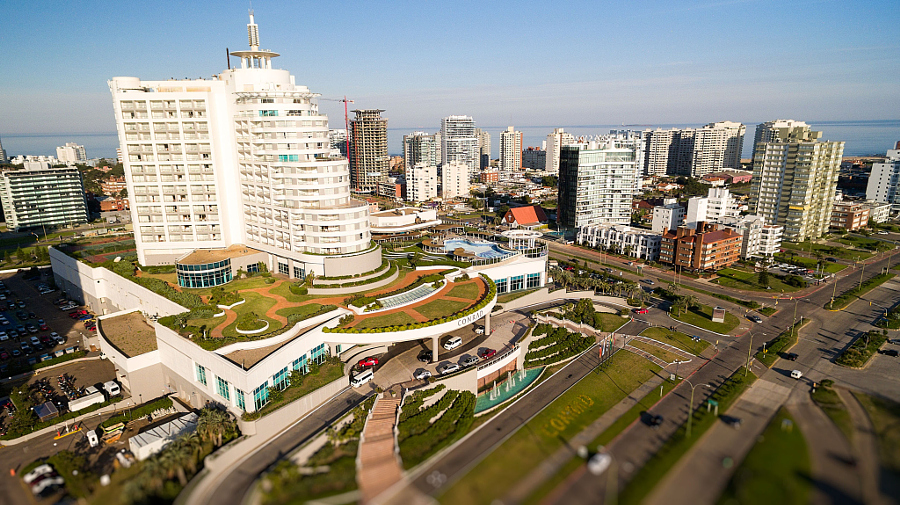
A cidade de Punta del Este é um importante polo turístico do país. Na imagem é possível observar o Conrad Resort & Casino (edifício azul, ao fundo)

Em relação à sua pequena área territorial e população, o Uruguai é um destino turístico internacional popular e abriga também um vigoroso mercado turístico doméstico. Cerca de 1,8 milhão de turistas chegaram em 2007 e os gastos estimados neste ano foram de cerca de 800 milhões de dólares, um aumento em relação aos níveis de 2006. Gastos domésticos, no entanto, mantiveram-se em torno de 60% da atividade turística do país.
Além de polos turísticos consolidados, como as praias dos departamentos de Canelones e Maldonado, onde está localizada Punta del Este, estâncias turísticas desenvolveram-se recentemente, mostrando a cultura gaúcha do Uruguai, fazendas históricas e os recursos naturais do país. Em áreas agrícolas e pouco habitadas, a oeste da capital uruguaia ao longo do rio da Prata, está Colônia do Sacramento. Fundada pelo Império Português em 1680, manteve-se um ponto de discórdia entre os portugueses e o Império Espanhol por mais de um século e hoje preserva muito da arquitetura e dos pavimentos da era colonial. Em 1995, a cidade foi declarada Patrimônio Mundial pela UNESCO.
O Uruguai foi incluído nas listas de 2011 e 2012 de "Os 10 Melhores Destinos do Mundo em Desenvolvimento". Esta é uma classificação anual produzida pela revista Ethical Traveler e é baseada em um estudo feito nas nações em desenvolvimento de todo o mundo para identificar os melhores destinos turísticos entre elas. A aferição usa diversas categorias, tais como a proteção ambiental, o bem-estar social e os direitos humanos. Além disso, publicações como o Huffington Post já recomendaram o país como um bom destino para pessoas que estão procurando uma aposentadoria tranquila e divertida, pagando impostos razoáveis.

## Infraestrutura

### Transportes

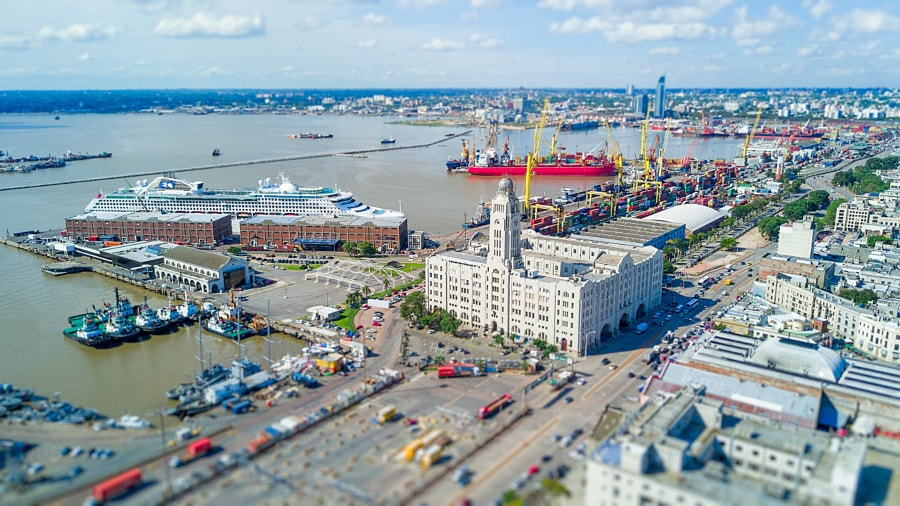
Porto de Montevidéu

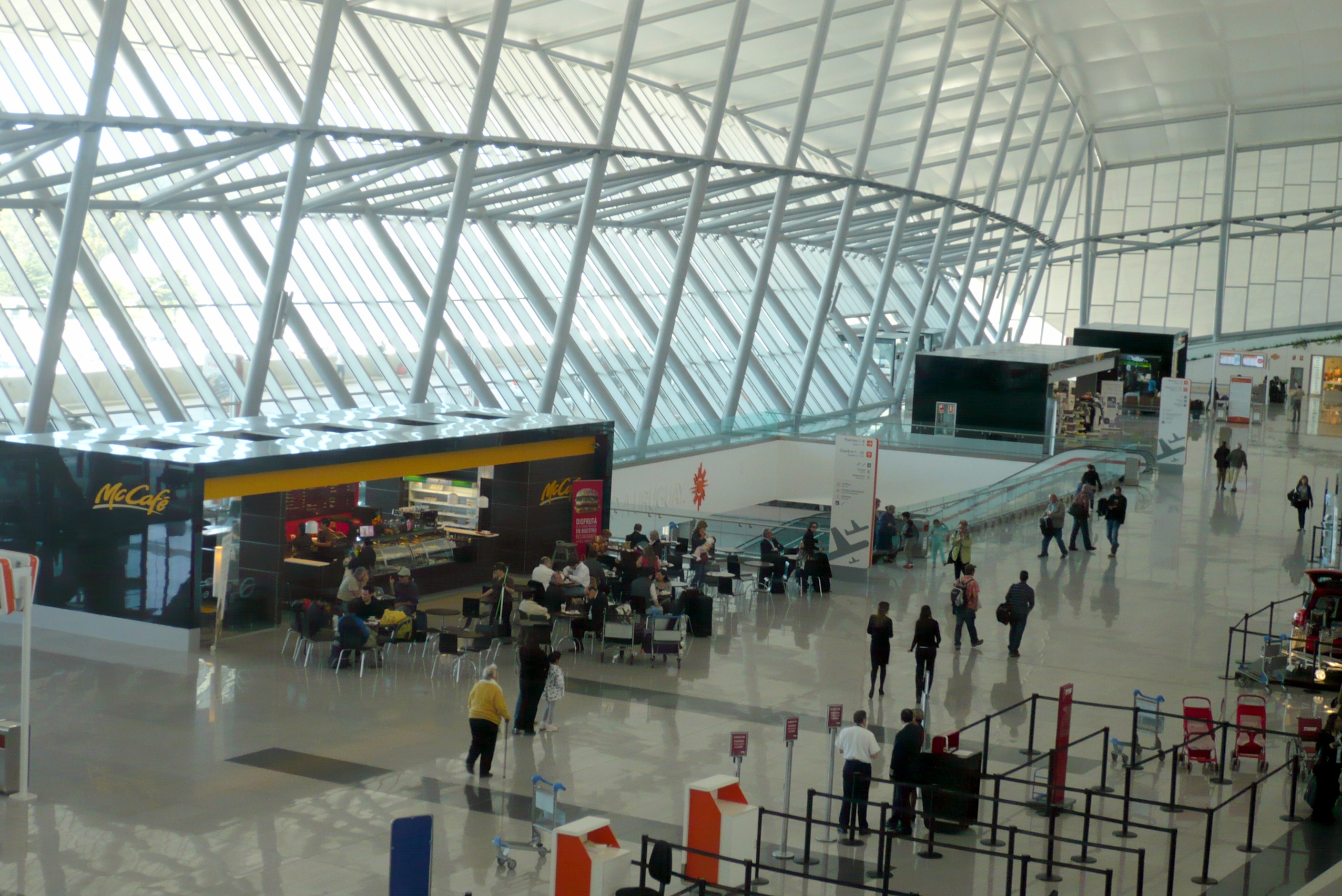
Interior do Aeroporto Internacional de Carrasco

O Porto de Montevidéu, transportando mais de 1,1 milhão de contêineres por ano, é o terminal de contêineres mais avançado da América do Sul. Seu cais pode lidar com navios de grande porte. Nove guindastes permitem de 80 a 100 movimentos por hora. O porto de Nueva Palmira é um ponto importante de transferência de mercadorias regionais. Ambos os portos têm terminais privados e são administrados pelo governo.
O Aeroporto Internacional de Carrasco, desenhado pelo arquitecto Rafael Viñoly, com um investimento de 165 milhões de dólares, foi inaugurado em 2009. O aeroporto pode lidar com até 4,5 milhões de passageiros por ano. PLUNA é a principal companhia aérea do Uruguai e está sediada no Aeroporto de Carrasco. O Aeroporto de Laguna del Sauce, localizado a 15 km de Punta del Este, foi remodelado em 1997 e as pistas foram renovadas através de uma concessão do investimento privado. O país possui 122 aeroportos.
A Administración de Ferrocarriles del Estado é o órgão autônomo encarregado do transporte ferroviário e da manutenção da rede ferroviária. O Uruguai tem cerca de 3 073 km de vias férreas, mas apenas 1 673 km de trilhos estão operacionais. Até 1947 cerca de 90% do sistema ferroviário era de propriedade britânica. Em 1949 o governo nacionalizou as ferrovias, juntamente com os bondes elétricos e empresas de distribuição de água. No entanto, em 1985 o "Plano Nacional de Transportes" sugeriu que trens de passageiros eram demasiados caros para reparar e manter. Trens de carga continuaram para cargas de mais de 120 toneladas, mas o transporte de ônibus se tornou a alternativa "econômica" para viajantes. O último trem de passageiro passou em Montevidéu em 2 de janeiro de 1988.
Estradas asfaltadas ligam Montevidéu a outros centros urbanos do país, as principais rodovias conduzem à fronteira e cidades vizinhas. Numerosas estradas não pavimentadas conectam fazendas e pequenas cidades. O comércio internacional aumentou consideravelmente desde a criação do Mercado Comum do Sul (Mercosul) na década de 1990. A maior parte do transporte de cargas domésticas, de serviços a passageiros, é feita por estradas, em vez de trens. Em 2020, o país tinha uma rede de estradas com 67 781 km de extensão, sendo 7 977 km pavimentados. Só existem rodovias duplicadas saindo de Montevidéu, em direção a Maldonado (125 km da Ruta 10), Colônia do Sacramento (150 km da Ruta 1) e Rivera (poucos quilômetros da Ruta 5).

### Educação

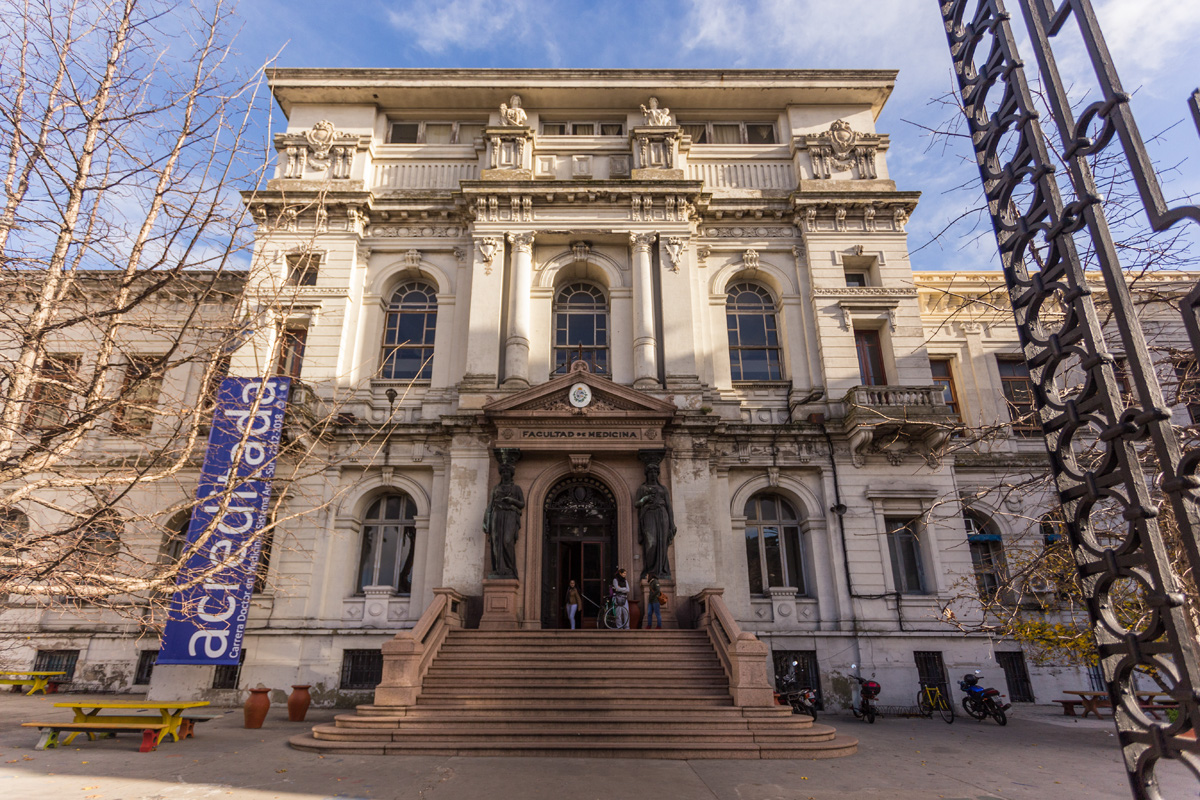
Faculdade de Medicina da Universidade da República, fundada em 1849

A educação no Uruguai é secular, livre e obrigatória por 14 anos, a partir dos 4 anos de idade. O sistema é dividido em seis níveis de ensino: jardim de infância (3–5 anos); primário (6–11 anos); secundário (15–17 anos); superior (18 e acima) e pós-graduação.
A educação pública é a responsabilidade primária de três instituições: o Ministério da Educação e Cultura, que coordena as políticas de educação; a Administração Nacional da Educação Pública, que formula e implementa políticas educacionais dos ensinos primário e secundário; e a Universidade da República, responsável pelo ensino superior. Em 2009, o governo planejava investir 4,5% do PIB em educação.
O Uruguai consegue bons resultados no Programa Internacional de Avaliação de Alunos (PISA) em nível regional, mas ainda está abaixo da média dos países membros da Organização para a Cooperação e Desenvolvimento Econômico (OCDE) e também está abaixo alguns países com níveis semelhantes de renda. No teste PISA de 2006, o Uruguai teve uma das maiores diferenças de pontuação entre as escolas, o que sugere uma variabilidade significativa da qualidade da educação pelo nível socioeconômico.
Uruguai faz parte do projeto One Laptop per Child (OLPC) e em 2009 tornou-se o primeiro país do mundo a oferecer um laptop para cada aluno da escola primária, como parte do Plano Ceibal. Durante o período entre 2007 e 2009, 362 mil alunos e 18 mil professores estiveram envolvidos no programa. Cerca de 70% dos laptops foram entregues a crianças que não têm computadores em casa e o programa OLPC representa menos de 5% do orçamento para a educação do país.

### Saúde

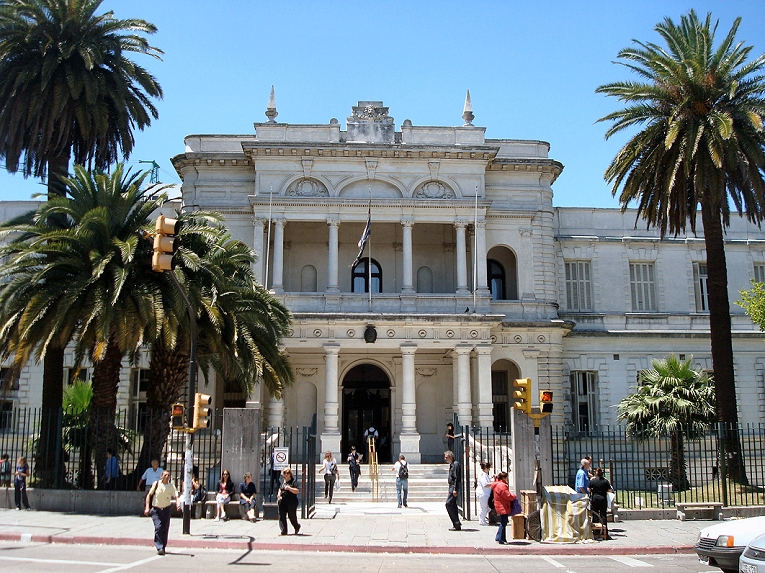
Hospital militar no bairro La Blanquada, em Montevidéu

O Uruguai tem um sistema de saúde misto (público e privado). O Ministério da Saúde é responsável pela padronização, avaliação e monitoramento da assistência médica pública e privada em todo o país. De acordo com o Sindicato Médico do Uruguai, estavam em atividade em 30 de junho de 2010 cerca de 14 726 médicos, com uma alta taxa de densidade média.
De acordo com o Instituto Nacional de Estatística do Uruguai, em 2006, 97,2% da população que vivia em cidades com cinco mil habitantes ou mais tinha algum tipo de assistência médica, enquanto 2,8% registrou ausência desse tipo de serviço. Este mesmo estudo revelou que quase 46% da população uruguaia é filiada a uma instituição de assistência médica privada, enquanto 42% cuidam de sua saúde através do serviço de assistência médica pública (parte da Universidade da República). Dentro dos primeiros, mais da metade (24,4%) também tem serviço de emergência móvel, enquanto apenas 4,8% dos usuários da saúde pública contam com este serviço.
Os recursos humanos são um dos principais pontos favoráveis na saúde da população no Uruguai, visto que de acordo com um relatório publicado em 2006 pela Organização Mundial da Saúde (OMS), o país é o segundo na América Latina com maior número de médicos per capita (3,65 para cada mil habitantes), depois de Cuba (5,91 por mil habitantes).

### Energia

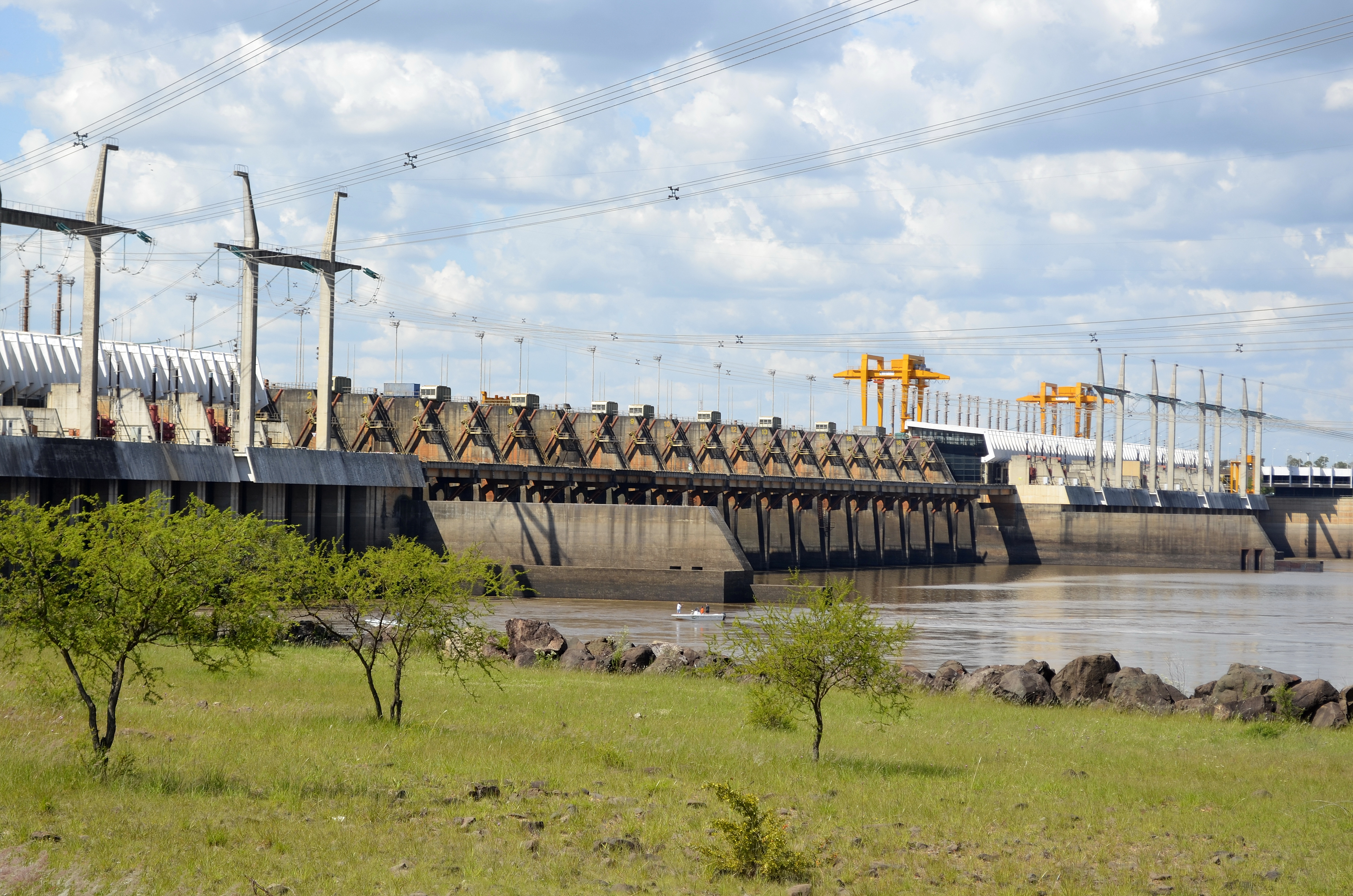
Represa de Salto Grande, na fronteira com a Argentina

As diretrizes energéticas estratégicas do país são definidas pelo Ministério da Indústria, Energia e Minas. Em 2006, essas diretrizes tinham como objetivo a diversificação das fontes de energia, o aumento da participação privada na geração de energia renovável, o aumento do comércio regional de energia, bem como a promoção da eficiência energética. De acordo com a Direção Nacional de Energia e Tecnologia Nuclear (DNETN), a geração de energia eólica é um dos recursos internos com melhor potencial no Uruguai para o médio e longo prazo.
A capacidade elétrica instalada em 2009 no Uruguai era de 2 510,5 MW (incluindo a Represa de Salto Grande, que é binacional). Da capacidade instalada, hidroelétrica responde por 63%, sendo o restante proveniente principalmente da energia térmica e uma pequena parcela da eólica e da biomassa. O sistema energético apresenta características e problemas de geração de base hidráulica. A margem de reserva aparentemente ampla esconde a vulnerabilidade à hidrologia. Em anos de seca, o país precisa importar mais de 25% da demanda dos mercados argentino e brasileiro. Cerca de 56% da capacidade de geração é de propriedade e operado pela UTE, a concessionária nacional. A capacidade restante corresponde à usina hidrelétrica de Salto Grande (945 MW), cogeração ou de pequenos investimentos privados em fontes renováveis.
Nos últimos anos, os uruguaios enfrentaram problemas no sistema elétrico para suprir o aumento crescente da demanda de seu mercado interno. Em anos de baixa precipitação, há uma elevada dependência das importações de energia do Brasil e da Argentina. As exportações têm sido historicamente insignificantes.

## Cultura
Como a Argentina, o Uruguai tem cultura marcadamente europeia, com características parecidas na linguagem e nos costumes. É cultivada a tradição gaúcha nascida nos pampas argentinos, uruguaios e rio-grandenses (o que pode ser visto na Fiesta de la Patria Gaucha de Tacuarembo e no Museo del Gaucho de Montevidéu). Ao contrário de muitos países da América do Sul, a influência indígena é extremamente distante, mas muito presente na indumentária, danças e costumes gaúchos. A taxa de analfabetismo é quase nula e a imprensa é livre e atuante. São inúmeras as instituições culturais, públicas e privadas, sobretudo em Montevidéu.

### Literatura

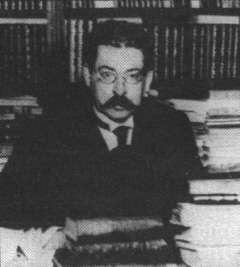
O escritor uruguaio José Enrique Rodó (1872–1917)

José Enrique Rodó (1871–1917), um escritor modernista, é considerado a figura literária mais importante do país. O seu livro Ariel (1900) lida com a necessidade de manter os valores espirituais, enquanto prossegue o progresso material e técnico. Além de sublinhar a importância de defender os valores espirituais sobre os materialistas, também salienta a resistência contra a dominação cultural exercida pela Europa e pelos Estados Unidos. O livro continua a influenciar jovens escritores. Notável entre dramaturgos da América Latina é Florencio Sánchez (1875–1910), que escreveu peças sobre problemas sociais da época e que ainda são contemporâneos.
De aproximadamente o mesmo período, veio a poesia romântica de Juan Zorrilla de San Martín (1855–1931), que escreveu poemas épicos sobre a história do Uruguai. Também notáveis são Juana de Ibarbourou (1895–1979), Delmira Agustini (1866–1914), Idea Vilariño (1920–2009) e os contos de Horacio Quiroga e Juan José Morosoli (1899– ). As histórias psicológicas de Juan Carlos Onetti (como Terra de Ninguém e O Estaleiro) ganharam elogios da crítica generalizada, assim como os escritos de Mario Benedetti.
O mais conhecido escritor contemporâneo uruguaio é Eduardo Galeano, autor de As Veias Abertas da América Latina (1971, em português:  As Veias Abertas da América Latina) e da trilogia Memoria del fuego (1982–1987; Memória do Fogo). Outros escritores uruguaios modernos incluem Mario Levrero, Sylvia Lago, Jorge Majfud e Jesús Moraes. Uruguaios de diferentes classes e origens gostam de ler histórias em quadrinhos que muitas vezes misturam humor e fantasia com crítica social velada.

### Artes visuais

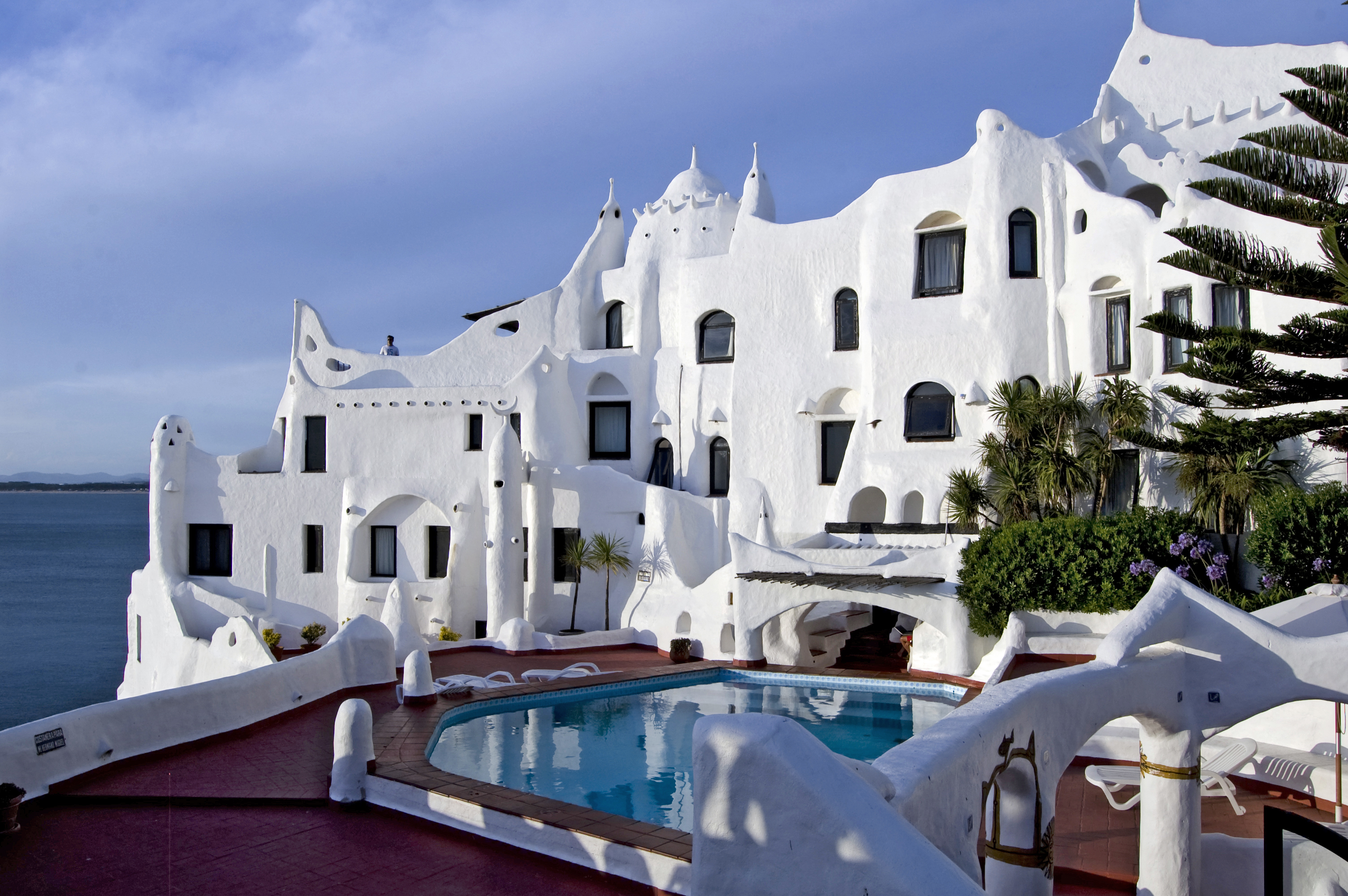
Uma "escultura habitável", a Casapueblo de Carlos Páez Vilaró é sua casa, hotel e museu

Um expoente de destaque da arte afro-uruguaia é o pintor abstrato e escultor Carlos Páez Vilaró. Ele usou influências de Tombuctu e Míconos para criar sua obra mais conhecida, Casapueblo. Sua casa, hotel e ateliê perto de Punta del Este, Casapueblo é uma "escultura habitável" e atrai milhares de visitantes de todo o mundo. No século XIX, o pintor Juan Manuel Blanes, cujas obras retratam fatos históricos, foi o primeiro artista uruguaio a obter o reconhecimento generalizado. O pintor pós-impressionista Pedro Figari alcançou renome internacional por seus estudos de indivíduos em Montevidéu e do campo. Combinando elementos da arte e da natureza, o trabalho do arquiteto paisagista Leandro Silva Delgado também ganhou destaque internacional.
O Uruguai tem uma indústria cinematográfica pequena, mas crescente, e filmes como "Whisky", de Juan Pablo Rebella e Pablo Stoll (2004), Los días, de Marcelo Bertalmío (2000) e Paisito, de Ana Díez (2008), ganharam honras internacionais.

### Música

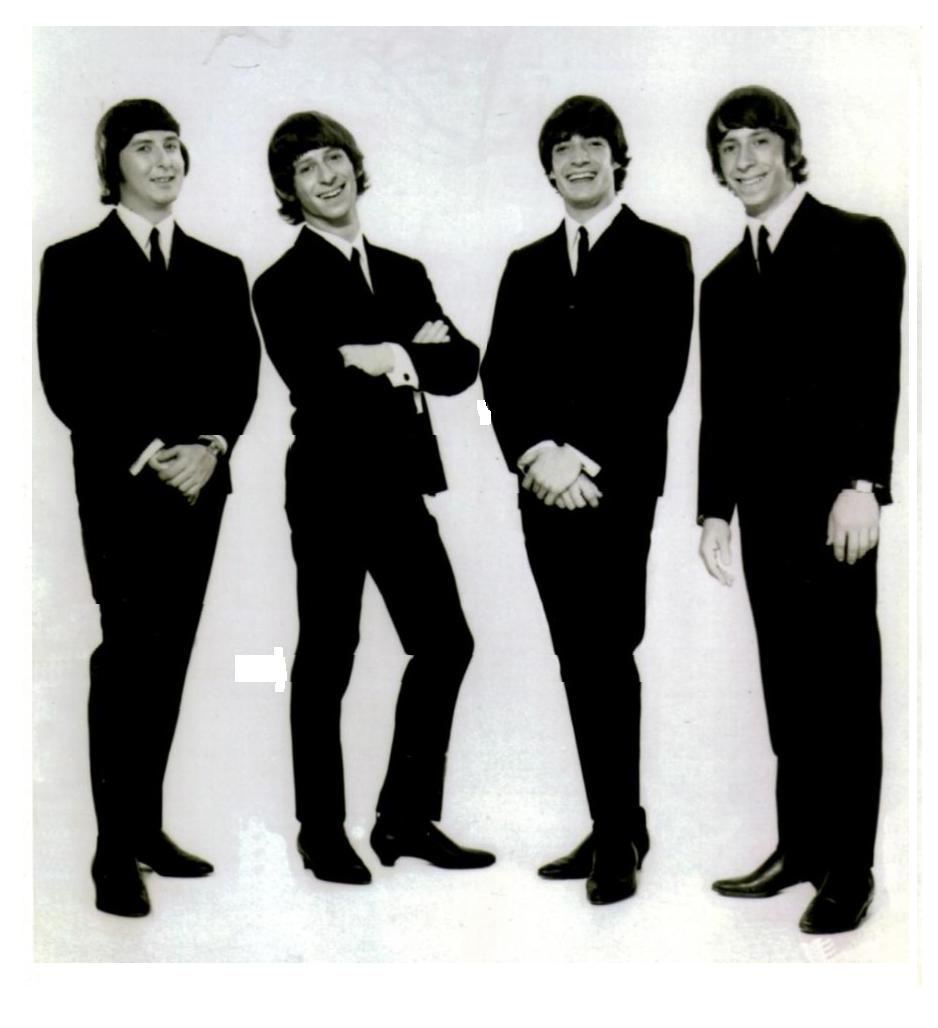
Los Shakers em 1965, banda de rock uruguaio reconhecida em todo o mundo

A música popular e folclórica uruguaia não divide apenas suas raízes gaúchas com a Argentina, mas também o tango. Por exemplo, um dos tangos mais famosos, La Cumparsita (1917), foi escrito pelo compositor uruguaio Gerardo Matos Rodríguez. O candombe é uma dança folclórica realizada no carnaval, principalmente por uruguaios de ascendência africana. O violão é o instrumento musical preferido e em uma competição tradicional popular chamada payada dois cantores, cada um com uma guitarra, revezam-se improvisando versos para a mesma melodia.
O tango também teve um impacto sobre a cultura uruguaia, especialmente durante o século XX, principalmente nos anos 1930 e 1940 com cantores uruguaios, como Julio Sosa, de Las Piedras. Quando o famoso cantor de tango Carlos Gardel tinha 29 anos, ele mudou sua nacionalidade para uruguaia, dizendo que nasceu em Tacuarembó, mas esse subterfúgio provavelmente foi feito para impedir as autoridades francesas de prendê-lo por não registar-se no exército francês durante a Primeira Guerra Mundial. Gardel nasceu na França, mas foi criado em Buenos Aires, na Argentina, nunca tendo vivido no Uruguai. No entanto, um museu dedicado a Carlos Gardel foi criado em 1999 em Valle Edén, perto de Tacuarembó.
O rock and roll conquistou pela primeira vez o público uruguaio com a chegada dos Beatles e de outras bandas britânicas no início dos anos 1960. Uma "onda" de bandas surgiu então em Montevidéu, como Los Shakers, Los Mockers, Los Iracundos, Los Moonlights e Los Malditos, que tornaram-se figuras importantes na chamada "invasão uruguaia" na Argentina. que cantavam em inglês. Entre as bandas de rock uruguaias mais populares atualmente estão La Vela Puerca, No Te Va Gustar, El Cuarteto de Nos, Once Tiros, La Trampa, Chalamadre, Snake, Buitres e Cursi.

### Esportes

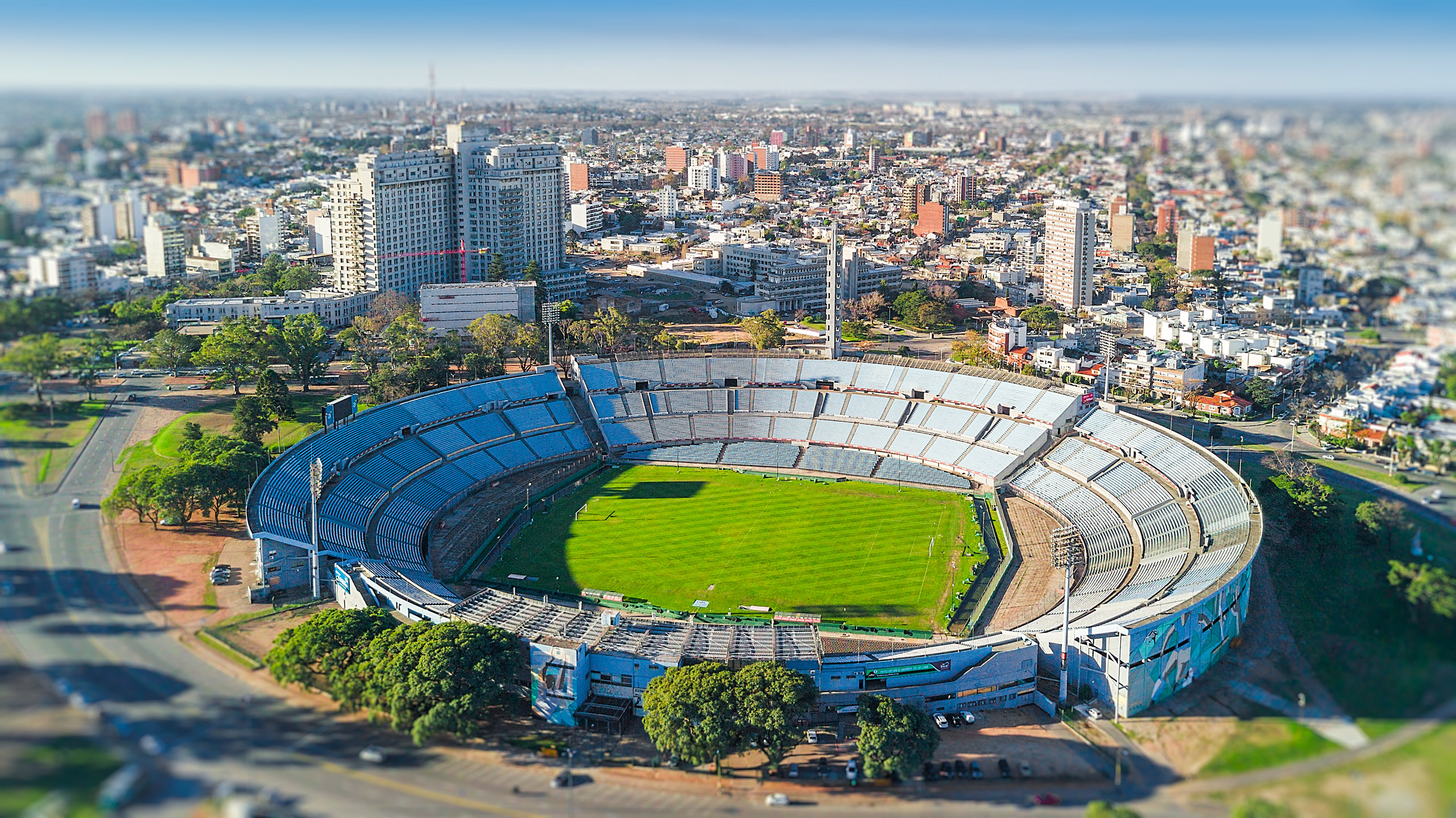
Estádio Centenário em Montevidéu, o maior do país.

O futebol é o esporte mais popular no Uruguai. A primeira partida internacional fora das Ilhas Britânicas foi disputada entre Uruguai e Argentina, em Montevidéu, em julho de 1902.[carece de fontes?] O país ganhou o ouro nos Jogos Olímpicos de 1924, em Paris, e novamente em 1928, em Amsterdã. O país exportou 1 414 jogadores de futebol durante a década de 2000, quase tanto quanto Brasil e Argentina. Em 2010, medidas decretadas pelo governo uruguaio tinham como objetivo manter os jogadores no país.

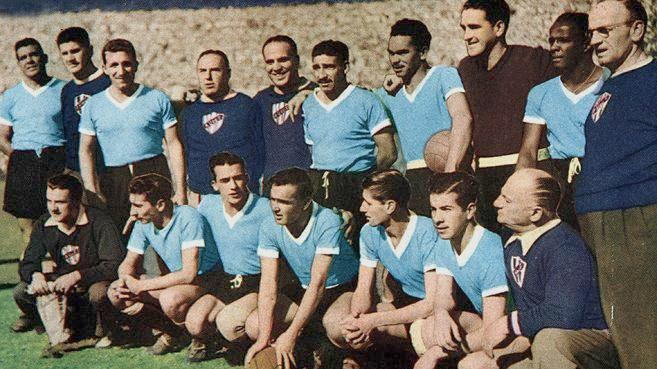
A seleção que ganhou a segunda Copa do Mundo FIFA para o Uruguai em 1950, ao vencer o Brasil.

A equipe nacional de futebol venceu a Copa do Mundo FIFA em duas ocasiões. O Uruguai venceu o torneio inaugural em casa, em 1930, e novamente em 1950, derrotando o anfitrião Brasil, que era o favorito na partida final. O país ganhou a Copa América (um torneio internacional para países sul-americanos e convidados) mais do que qualquer outra nação e, com sua vitória em 2011, perfez um total de 15 vitórias no torneio. O Uruguai tem de longe a menor população do que a de qualquer outro país que ganhou uma Copa do Mundo. Apesar de seu sucesso inicial, os uruguaios só se classificaram para três das últimas cinco Copas do Mundo. O Uruguai apresentou um desempenho muito credível na Copa do Mundo FIFA de 2010, na África do Sul, tendo alcançado a semifinal pela primeira vez em 40 anos. Diego Forlán foi presenteado com o prêmio Bola de Ouro como o melhor jogador do torneio, em 2010. Nas classificações de junho de 2012, o Uruguai foi considerado como a segunda melhor seleção de futebol do mundo, de acordo com o ranking mundial da FIFA, o ponto mais alto do país em toda a sua história no futebol, atrás apenas da Seleção Espanhola de Futebol.
O basquetebol é o segundo esporte mais concorrido no país, sendo um dos mais populares, principalmente em Montevidéu, onde em muitos bairros há pelo menos um clube do esporte. A organização que rege o esporte no país é a Federação Uruguaia de Basquetebol, criada em 1915 e membro da Federação Internacional de Basquetebol (FIBA) desde 1936. Entre as vitórias mais importantes da seleção uruguaia de basquete se destacam medalhas de bronze nos Jogos Olímpicos de 1952 e 1956, em Helsinque e Melbourne respectivamente, assim como várias participações em campeonatos sul-americanos, panamericanos e mundiais.
A Seleção Uruguaia de Rugby está entre as 20 melhores do mundo e é a segunda melhor da América Latina, sendo superada apenas pela da Argentina. Destacam-se também os quatro títulos mundiais de rally no Grupo N, conquistados pelo uruguaio Gustavo Trelles, além de vitórias alcançadas pelo falecido Gonzalo Rodríguez em categorias anteriores a Fórmula 1.

### Feriados
|                      |                               |                                 |  |
| Data                 | Nome em português             | Nome local                      |  |
| 1 de janeiro         | Ano novo                      | Año nuevo                       |  |
| 6 de janeiro         | Dia da Criança ou Dia de Reis | Día de los niños "reyes"        |  |
| 27 e 28 de fevereiro | Carnaval                      | Carnaval                        |  |
| 13 e 14 de março     | Semana de turismo             | Semana de turismo               |  |
| 19 de abril          | Desembarque dos 33 Orientais  | Desembarco de los 33 orientales |  |
| 1 de maio            | Dia do Trabalhador            | Día de los trabajadores         |  |
| 18 de maio           | Batalha das Pedras            | Batalla de las piedras          |  |
| 19 de junho          | Nascimento de José Artigas    | Natalicio de José Artigas       |  |
| 18 de julho          | Juramento da Constituição     | Jura de la constitución         |  |
| 25 de agosto         | Declaração de Independência   | Declaratoria de independencia   |  |
| 12 de outubro        | Dia das Américas              | Día de las Américas             |  |
| 2 de novembro        | Dia de Finados                | Día de los difuntos             |  |
| 25 de dezembro       | Natal                         | Día de la familia               |  |